# Elisabeth Pletscher

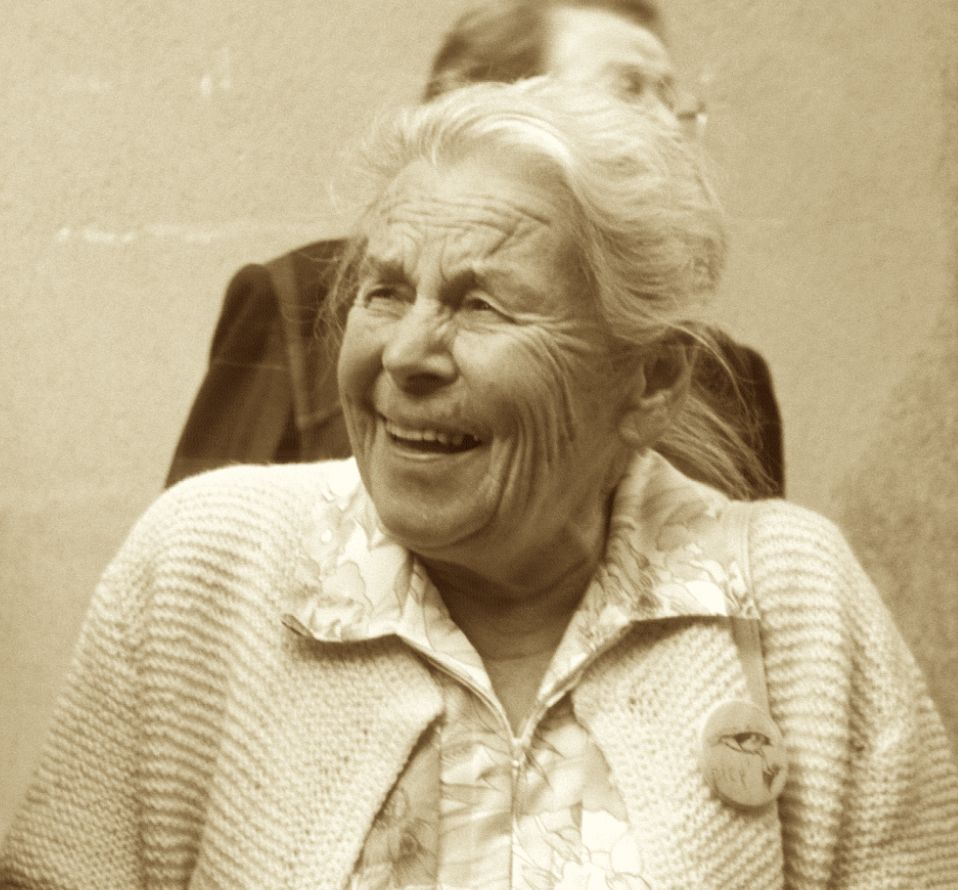
Zeitzeugin des 20. Jahrhunderts: Elisabeth Pletscher, 1995

Elisabeth Pletscher (* 12. Oktober 1908 in Trogen; † 11. August 2003 in Heiden) zeichnete sich durch ihr grosses Engagement im sozialen Bereich, Kultur und Politik aus, insbesondere in der Frauenbewegung. So setzte sie sich unter anderem für die Professionalisierung des Laborantinnen-Berufs ein, war massgeblich an der Gründung eines Mädchenkonvikts und der Einführung des Frauenstimmrechtes 1989 im Kanton Appenzell Ausserrhoden beteiligt.

## Leben
Elisabeth Pletscher stellte ihr Leben stets in den Dienst der Allgemeinheit und wurde von Zeitgenossen als prägende Persönlichkeit erlebt, die authentisch und engagiert für Gerechtigkeit eintrat. Durch ihre Zielstrebigkeit und Zivilcourage wurde sie für etliche Menschen zu einem Vorbild, insbesondere als ausserrhodische Vorkämpferin der Frauenbewegung. Die Beweggründe für ihr lebenslanges Engagement entstanden schon in ihrer frühesten Kindheit: Elisabeth Pletscher wuchs in bescheidenen finanziellen Verhältnissen in einem Frauenhaushalt auf und wurde in den ersten zwei Jahrzehnten ihres Lebens oft Zeugin von Ungerechtigkeit und Unterdrückung. Sie lebte bescheiden, verbrachte ihre berufliche Laufbahn am Universitätsspital Zürich als Cheflaborantin und die zweite Lebenshälfte in ihrer Heimat Trogen. Dabei wurde sie auch historische Zeitzeugin des 20. Jahrhunderts und machte die Bekanntschaft etlicher Persönlichkeiten. Robert Nef, Patenkind von Elisabeth Pletscher, bemerkte rückblickend: «Eigentlich hat sich Elisabeth Pletscher erst in ihren letzten Lebensjahren ihrem eigenen Leben widmen können – vorher war sie eingespannt in ihren Beruf und hat an ihrem Arbeitsplatz, im Verband, in ihrer Familie, immer für andere gesorgt.»

### Kindheit

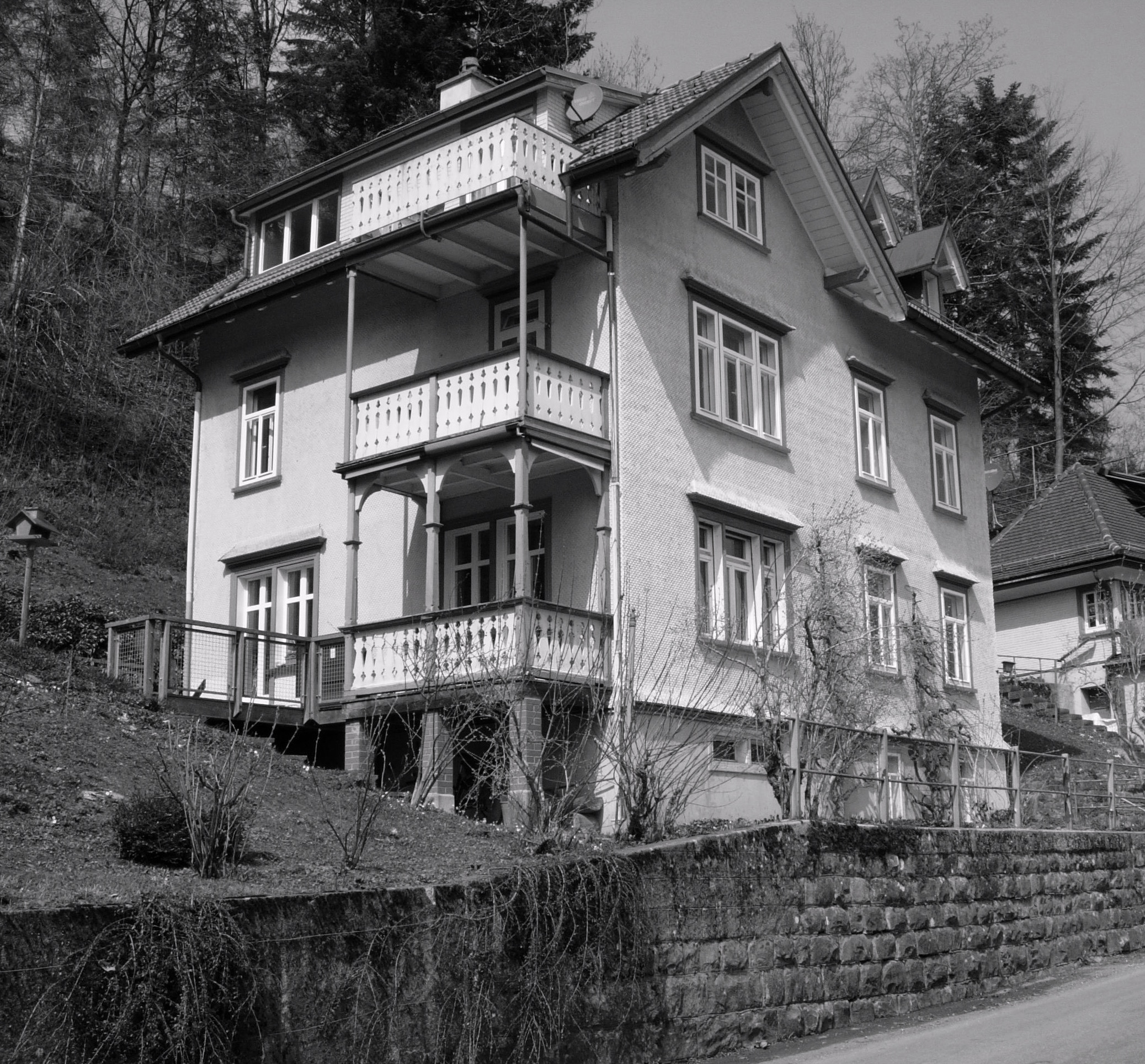
Elisabeth Pletschers Geburts- und späteres Wohnhaus: Vordorf 48a in Trogen (heute Altstätterstrasse 8)

Elisabeth Pletschers Mutter Susanne Kern stammte der Zellweger-Dynastie ab: Sie war die Ururenkelin von Landammann Jacob Zellweger-Zuberbühler (1770–1821), welcher am Dorfplatz Trogen das heutige Rathaus als sein Geschäfts- und Wohnhaus bauen liess. 1907 heiratete Susanne den Französisch- und Italienischlehrer Theodor Pletscher, der damals an der Kantonsschule Trogen unterrichtete. Am 12. Oktober 1908 wurde Elisabeth im Vordorf 48a geboren, 1911 kam ihre Schwester Madeleine zu Welt. 1913 starb Theodor Pletscher an Perniziöser Anämie. Die nun vaterlosen Kinder hätten einen Vormund bekommen sollen; Susanne Kern allerdings sorgte dafür, dass sie selbst, auch juristisch, für ihre Kinder verantwortlich blieb. Die 37-jährige Witwe war jetzt gezwungen, den Lebensunterhalt (neben der spärlichen Witwenrente) alleine für ihre zwei Kinder zu verdienen, was durch den Ausbruch des Ersten Weltkrieges und der damit verbundenen Rationierung zusätzlich erschwert wurde. So kam es, dass sie eine Pension für Kantonsschüler eröffnete, da die Kapazität des Konvikts der Kantonsschule beschränkt war. Zu dieser Zeit waren die meisten Schüler gezwungen, während der Schulzeit in Trogen zu wohnen, da die öffentlichen Verkehrsmittel das Pendeln noch nicht erlaubten; lediglich die Trogenerbahn verband seit 1903 St. Gallen mit Trogen. Deshalb gründeten etliche Familien eine Pension, um sich in wirtschaftlich schwierigen Zeiten einen Zusatzverdienst zu sichern. In der Unterkunft, welche die allein erziehende Mutter Susanne Kern führte, lebte bis 1915 auch der junge Carl Seelig, mit dem Elisabeth Freundschaft schloss. Im selben Jahr kam sie in die Primarschule, wo sie unter anderem (wie auch später an der Kantonsschule) Zeichenunterricht bei Otto Schmid hatte. Bereits in dieser Zeit machte die junge Schülerin ihre ersten Erfahrungen mit humanitärer Hilfe: «Das Rote Kreuz hatte während des Krieges deutsche Soldaten in französischer Kriegsgefangenschaft aus humanitären und gesundheitlichen Gründen in die Schweiz gebracht. Die Höhe von 900 Meter über Meer, wie in Trogen, erachtete man als besonders gesund. […] Als ein Zug mit diesen Männern am Bahnhof einfuhr, standen wir Schulkinder dort bereit, mit den ersten Schlüsselblümchen, die in diesem Frühling blühten. Mit unseren schönsten Schöössli [Schürzen] standen wir da, während unsere Mütter, das heisst die Frauen der ‹Trogner Gesellschaft›, die Gefangenen betreut haben.»

### Kantonsschule Trogen

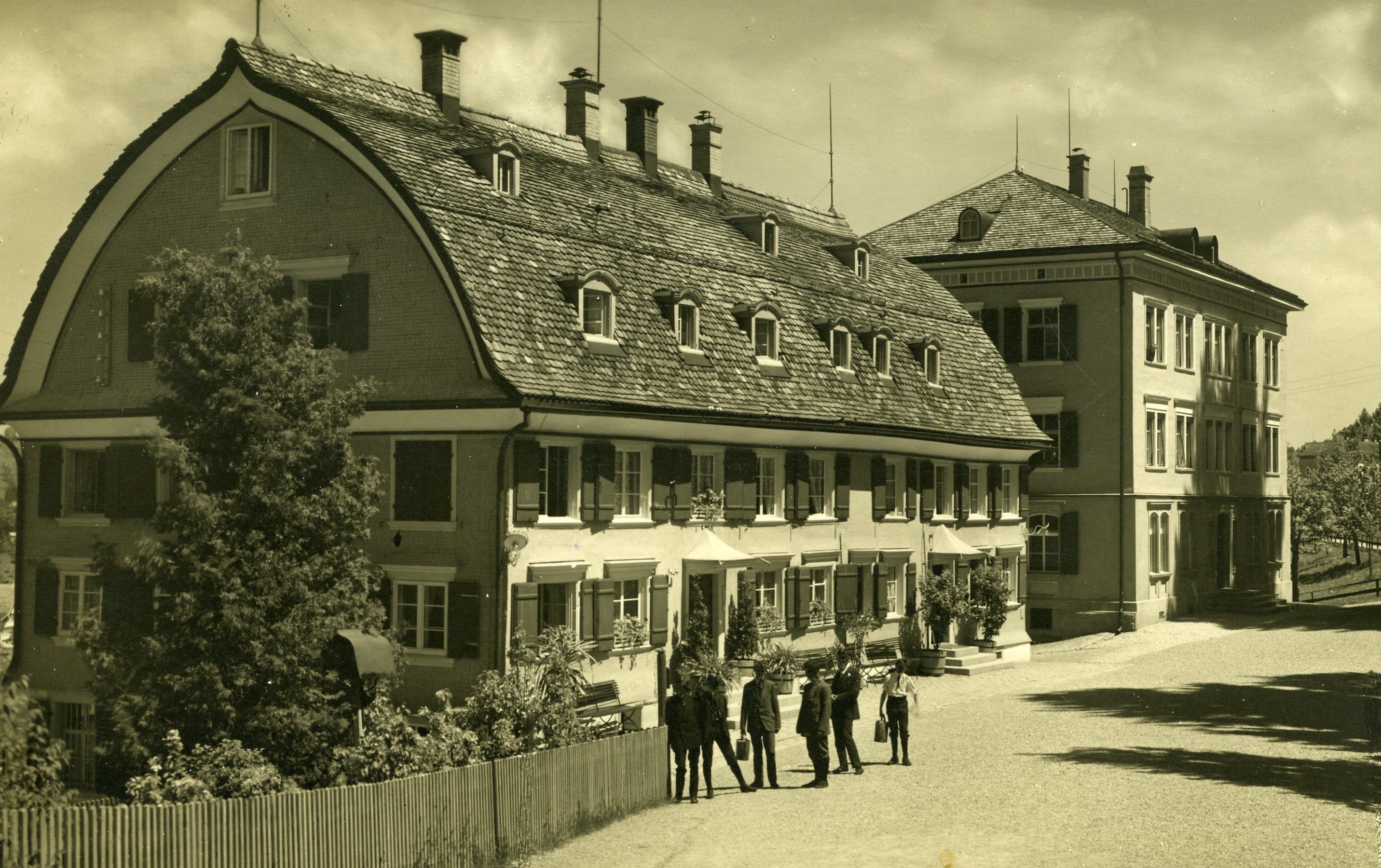
Die Kantonsschule Trogen zur Zeit von Elisabeth Pletscher: Knabenkonvikt (links) und «Altes Schulhaus»

Nach der Primarschule besuchte Elisabeth Pletscher 1921 als zweite Appenzeller Schülerin die Kantonsschule Trogen (KST). Sie selbst war und blieb mehrfach mit der KST verbunden: Elisabeths Ururgrossvater mütterlicherseits war der Bruder von Johann Caspar Zellweger, der 1821 die «Lehr- und Erziehungsanstalt für die Söhne der gebildeten Stände» gegründet hatte. 1842 schloss Elisabeths Grossvater Michael Kern dort die Matura ab. Ihr Vater Theodor war als Sprachlehrer von 1905 bis 1911 an der KST tätig. Die Mutter führte ein Pensionat für Kantonsschüler. Jahrzehnte später unterrichtete ihre Schwester Madeleine an der Schule Englisch, Spanisch und Deutsch für Fremdsprachige. Elisabeth Pletscher trat dem Netzwerk der ehemaligen Schüler der KST, dem Kantonsschulverein Trogen (KVT), nach der Matura bei, war von 1934 an dreissig Jahre im Vorstand und von 1964 bis 1972 Präsidentin des Vereins. 1968 stand sie erneut im Dienst der Schule, als sie das Mädchenkonvikt gründete, 1971 beim 150-Jahr-Jubiläum der KST mithalf und Mitte der 1970er-Jahre in der Bau- und Betriebskommission des neuen Knabenkonvikts war.
Als Elisabeth Pletscher ins Gymnasium trat, feierte dieses eben sein hundertjähriges Bestehen und wurde seit 1904 von Ernst Wildi geleitet. Zu den Lektionen des Rektors erzählte Elisabeth Pletscher: «An der Kantonsschule beschäftigte man sich intensiv mit dem Zeitgeschehen. Rektor Wildi, er war Offizier, baute Zeitgeschichte in den Unterricht ein: Jeweils die letzte Stunde am Samstag war für den Staatsbürgerlichen Unterricht mit Diskussionen und Vorträgen reserviert. Diese speziellen Stunden waren besonders wertvoll, zumal man weder Radio noch Fernseher kannte.» Wildi war auch massgeblich an der Reorganisation der Schule kurz nach seinem Amtsantritt beteiligt. Eine der wesentlichsten Erneuerung dabei war, dass offiziell auch Mädchen zugelassen wurden. Die ersten Schülerinnen wurden allerdings bereits 1895 an der KST unterrichtet; der Vorstoss, auch Mädchen aufzunehmen, kam damals von Rektor August Meier, der diesbezüglich an die Kantonsschulkommission schrieb: «Für das gegenwärtige Jahr möchte ich Ihnen eine Frage vorlegen, welche mit der Zeit für unsere Schule Wichtigkeit bekommen möchte. Mehr und mehr sucht man den Töchtern neue Gebiete zu eröffnen und dies ist vielerorts auch auf dem Gebiet der Wissenschaft geschehen. Die Erörterung der Frage, ob auch unsere Schule den Mädchen den Weg zum Studium öffnen soll. […] Auf die ausgesprochene Idee führte mich mein Töchterlein ‹Adeline›, die das 1. Jahr die Mädchenrealschule besucht, sich als fähig erweist und sehr wahrscheinlich studieren möchte.» 65 Jahre später erinnerte sich Adeline Meier zurück: «Im Herbst 1895 war es dann so weit, dass Elise Frei von Rehetobel mit mir in die Gymnasialabteilung der 2. Klasse eintreten durfte. [...] Im Frühjahr 1896 gesellte sich als dritte im Bunde Sophie A. Lutz aus dem Pfarrhaus in Speicher zu uns. [...] Das für uns Mädchen so wichtige Ereignis des Einrittes in die Kantonsschule in Trogen warf keine hohen Wellen, denn Herr Direktor Dr. Wiget erwähnte es mit keinem Worte im Jahresbericht für 1895/96.» 1907 enthielt der Artikel 1 der reorganisierten Kantonsschule dann die Bestimmung: «Soweit es die Verhältnisse zulassen, sollen auch Mädchen Aufnahme finden.» Viele Jahre später notierte Elisabeth Pletscher im Bezug auf die Rolle der Schülerinnen zurück: «Wir wenigen Mädchen in der Kantonsschule genossen Seltenheitswert, kamen uns sehr emanzipiert vor und wollten selbstverständlich alles den Buben gleichtun.»

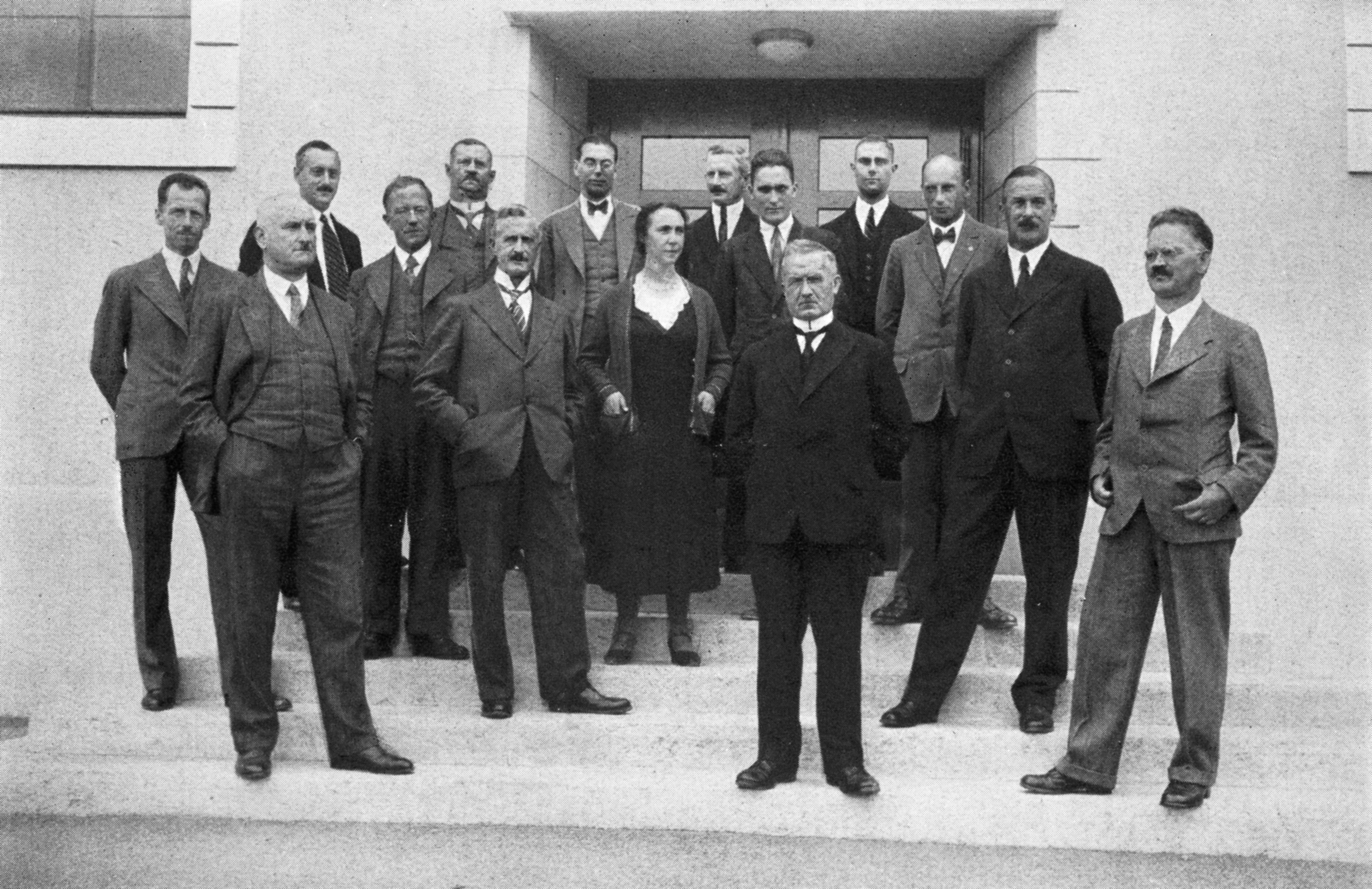
Lehrerschaft der KST mit Rektor Wildi

In dieser Zeit begann sich Elisabeth Pletscher mit dem Thema der Gleichberechtigung auseinanderzusetzen: Als Rosa Neuenschwander, eine der ersten Berufsberaterinnen der Schweiz, als Referentin die Schule besuchte, kamen die jungen Schülerinnen zum ersten Mal mit der Frauenstimmrechtsbewegung in Berührung: «Ich habe da, wie meine Klassenkameradinnen auch, zum ersten Mal vom Frauenstimmrecht gehört. Schon zu jener Zeit waren auf dem politischen Parkett die ersten Motionen zum Frauenstimmrecht eingereicht worden, aber bis ins Appenzellerland waren solche Neuerungen noch nicht gedrungen. Der Vortrag von Rosa Neuenschwander hat mich und auch die anderen Mädchen sehr beeindruckt. Das mit dem Frauenstimmrecht fanden wir toll.» Die ungleiche Behandlung der verschiedenen Geschlechter aus dieser Zeit fasste Elisabeth Pletscher folgendermassen zusammen: «Und während es für die Mädchen ganz selbstverständlich war, dass sie zu Hause halfen, sei es beim Putzen oder Abwaschen nach dem Essen, war es für Buben genauso selbstverständlich, dass sie nichts Derartiges tun mussten. Nicht einmal ihre Schuhe haben sie selber geputzt. Das mussten die Mädchen übernehmen. Mit fiel es während meiner Schulzeit immer wieder auf, dass die Mädchen und die Buben intellektuell genau gleich viel leisteten – manche Mädchen waren auch begabter als die meisten Buben –, die Pflichten und die Vorrechte aber nicht gleich verteilt waren. […] Dass ich mich fünf Jahre lang mit lauter Buben durch den Schulstoff kämpfte, hat mich geprägt. Mir ist klar geworden, dass Buben wie Mädchen zu gleichen Leistungen fähig sind.» Die letzten fünf Jahre an der Schule war Elisabeth Pletscher das einzige Mädchen in der Klasse und 1928 legte sie die beste Maturaprüfung ab (Latein und moderne Sprachen): «Ich war ein Kind, das überaus gerne lernte und wollte zur Schule gehen, solange es nur möglich war. In Trogen hatten – in den ganzen bisherigen hundert Jahren – erst gerade sieben Mädchen vor mir die Matura gemacht, davon sechs von auswärts. Nur eine bisherige Maturandin war eine Appenzellerin, Melanie Zellweger, eine Cousine meiner Mutter, die später Sekundarlehrerin wurde. Ich war also das achte Mädchen und die zweite Appenzellerin, die es bis zur Matura schaffte.» Auf der Maturakarte zur Schlussfeier ist der Latein- und Griechischlehrer Dr. Adam Marti mit Sense abgebildet und die Köpfe der Schüler als reife Ähren; Elisabeths Silhouette rechts ihrer Klassenkameraden ist gut erkennbar. Eine dieser Karten sandte sie mit folgenden Worten an ihren Onkel in Brasilien: «Cher oncle Victor, chère tante Christina. Je pense, que cette carte de notre maturité vous amusera. Connais-tu Dr. Marti et moi? Les autres têtes ce sont mes camarades. J’ai fait le meilleur examen.»
Im letzten Jahr an der KST wurde Elisabeth Pletscher auch noch Zeugin der Flieger-Pionierzeit: Der «Albatros» war einer der schweizweit ersten Segelflugvereine, welcher von 1928 bis 1933 in Trogen eigene Segelflugzeuge baute und auch bemannt flog. Das Besondere am «Albatros» war insbesondere, dass er ausschliesslich von Schülern der Kantonsschule Trogen betrieben wurde, und dass diese jungen Leute weite Strecken segelten, ohne dass je ein nennenswerter Unfall passierte. Gegründet wurde der Verein von Helmut Berg aus Speicher, der seit 1924 an der KST war und 1927 einen Segelflugkurs im rund 450 Kilometer nördlich gelegenen Mittelgebirge Rhön besucht hatte. Nach seiner Rückkehr hielt Helmut Berg vor versammelter Schülerschaft, in der auch Elisabeth Pletscher sass, einen Vortrag über seine Flugerlebnisse und schon kurz danach fanden sich einige Schüler, welche die Begeisterung von Berg teilten und die Konstruktion eines Gleitschulflugzeuges des Types ‹Zögling› der Rhön-Rossitten-Gesellschaft in Angriff nahmen. Im Februar 1928 begannen die mittlerweile elf Mitglieder mit dem Bau des Flugzeuges (75–80 kg Gewicht, über fünf Meter Länge und zehn Meter Spannweite) und tauften den ersten Gleiter «Kauz». Im Oktober wurde das fertige Segelflugzeug dann auf einem zweirädrigen Anhänger, gezogen von einem Motorrad, von Trogen zum zwölf Kilometer entfernten Hirschberg transportiert und es folgten die ersten Flüge. Bis ins Jahr 2003 existierte in Trogen mittlerweile der dritte Segelflug-Nachfolgeverein und man feierte das 75-Jahr-Jubiläum des «Albatros». Fréderic Fischer, aktives Mitglied der «IG Albatros», interviewte Elisabeth Pletscher als Zeitzeugin des «Ur-Albatros» noch kurz vor ihrem Tod, indem er ihr die alten Filmaufnahmen von 1928 vorführte.

### Ausbildung und Beruf
Während zu jener Zeit für Frauen der Lebensentwurf der Heirat und Familie vorgesehen war, wählte Elisabeth Pletscher einen anderen Weg: Sie machte Karriere und blieb zeitlebens unverheiratet und kinderlos. Schon früh regte sich in ihr der Wunsch, Medizin zu studieren. Allerdings fehlte der Familie das Geld, um ein entsprechendes Studium zu finanzieren; zudem wurden Stipendien an Mädchen noch nicht abgegeben. Als die Schulabgängerin den Berufsberater aufsuchte, redete er ihr den Berufswunsch mit der Begründung aus, diese Arbeit sei nur für Männer geeignet. Stattdessen riet er ihr, Korsettnäherin oder Köchin zu werden. Kurz nach dieser Enttäuschung entdeckte sie in einer Zeitschrift ein Inserat, das mit der 1927 gegründeten Laborantinnenschule im Engeried-Spital in Bern und deren Ausbildung zur «Medizinischen Laborantin» warb. Dieses Arbeitsgebiet war in der damaligen Schweiz ein reiner Frauenberuf und Elisabeth Pletscher entschied sich, den Kurs vom April 1929 bis April 1930 zu besuchen. Später bemerkte sie dazu: «Mich hat von jeher die medizinische Wissenschaft angezogen, und wäre ich als Junge auf die Welt gekommen, wäre ich sicher Arzt geworden. So aber bin ich Laborantin geworden und bereue es nicht.» Allerdings musste sie bis zum Beginn der Schulung ein Zwischenjahr absolvieren. Aus diesem Grund besuchte sie im Sommer 1928 eine Hauswirtschaftsschule oberhalb von Lausanne. In diesem Jahr fand auch die erste Schweizerische Ausstellung für Frauenarbeit (SAFFA) statt. Die Schülerinnen der Haushaltschule stellten Kleider und Stickereien für die SAFFA her und besuchten die Veranstaltung während eines Tages in Bern: «Jener Sommer bedeutete einen Meilenstein für die damalige Frauenbewegung in der Schweiz […]. Die SAFFA hat die Schweiz bewegt: Frauen, welche über keinerlei politische Mitsprache verfügten, haben diese Ausstellung auf die Beine gestellt, organisiert, gebaut, eingerichtet und durchgeführt. Rosa Neuenschwander, deren Trogner Vortrag in der ‹Krone› über das Frauenstimmrecht uns damals so beeindruckt hatte, war eine der Initiantinnen der SAFFA 1928.» Im Januar und Februar 1929 ging Elisabeth Pletscher als Au-pair nach Paris, bevor sie im April in die Laborantinnenschule in Bern eintrat. Während der Ausbildung, welche die Schwerpunkte Labor und Röntgen beinhaltete, besuchte sie auch Vorlesungen zu Einsteins Relativitätstheorie an der Universität Bern. Im Februar 1930 suchte die Frauenklinik des Universitätsspitals Zürich per sofort unter den Teilnehmerinnen der angehenden Laborantinnen eine Cheflaborantin. Elisabeth Pletscher sagte zu und begann daraufhin in Zürich zu arbeiten, während sie parallel dazu an zwei Tagen die Ausbildung in Bern weiterführte und im April abschloss. Bereits bei ihrem Stellenantritt am 16. Februar übertrug man ihr die Verantwortung über das Labor und die Mitarbeiterinnen. Die Hauptaufgaben ihrer Tätigkeit bestanden aus Blutentnahmen und -untersuchungen, Herstellen von Laborbefunden, Assistieren bei Ärztevorträgen im Hörsaal, Fotografieren von Patientinnen oder Operationen, Gewebeprobenuntersuchungen, Urinuntersuche, Schwangerschaftstests, Ansetzen von Bakterienkulturen und die Pflege und Fütterung der Labortiere. Über ihre Arbeit sagte Elisabeth Pletscher: «Laborantinnen sind im wahrsten Sinne des Wortes ‹Arbeiterinnen›. Sie treten nicht an die Öffentlichkeit, sie sind die namenlosen Mitarbeiterinnen der ‹Grossen›, der Wissenschaftler, der Ärzte; sie arbeiten mit am Aufbau und Fortschritt der Wissenschaft, sie versuchen mit ihren bescheidenen Kräften zu helfen, Mittel und Wege zu finden, die Leiden der Menschen zu lindern.» 43 Jahre lang wohnte Elisabeth Pletscher unter äusserst bescheidenen Verhältnissen in einem Angestelltenzimmer der Frauenklinik. Wenn es die seltene Freizeit erlaubte, ging sie spazieren oder besuchte ein Konzert oder Theater. Gegen Ende des Zweiten Weltkrieges nahm sie Italienischstunden bei Fernando Schiavetti, der damals in Zürich im Exil lebte. Dazwischen reiste sie immer wieder nach Trogen, um ihre Mutter und ihre Schwester zu unterstützen. Dabei blieb keine Zeit für eine Ehe oder gar eine eigene Familie, obwohl auch Gerüchte über Verehrer auftauchten. So wurde in einem Sketch ihrer Labor-Kolleginnen eine Liebschaft mit Max Schmidheiny angedeutet, der zur selben Zeit wie Elisabeth Pletscher an der Kantonsschule war. Oder es gab die Geschichte des vermögenden Inders aus Oxford, der Elisabeth als die Frau seines Lebens bezeichnete und den sie in einem Londoner Park ungewollt in Stich lassen musste. Auf die Frage, warum sie nie geheiratet hatte, meinte sie lakonisch: «Ach herrje, ich hätte ein paar Mal heiraten können, aber jetzt bin ich eben unverheiratet geblieben.»

### Alter

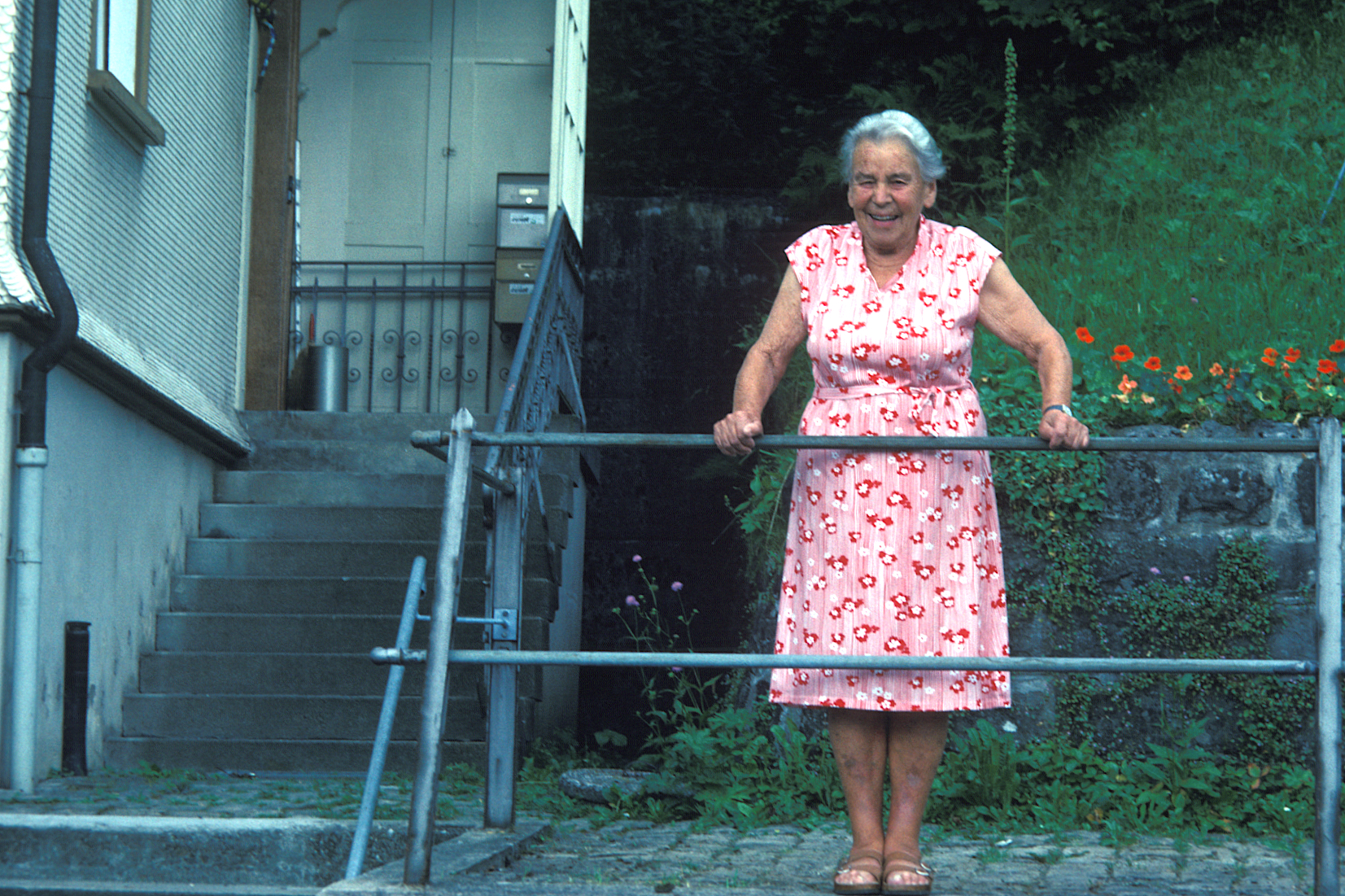
Elisabeth Pletscher vor ihrem Geburts- und Wohnhaus im Vordorf 48a (heute Altstätterstrasse 8) in Trogen

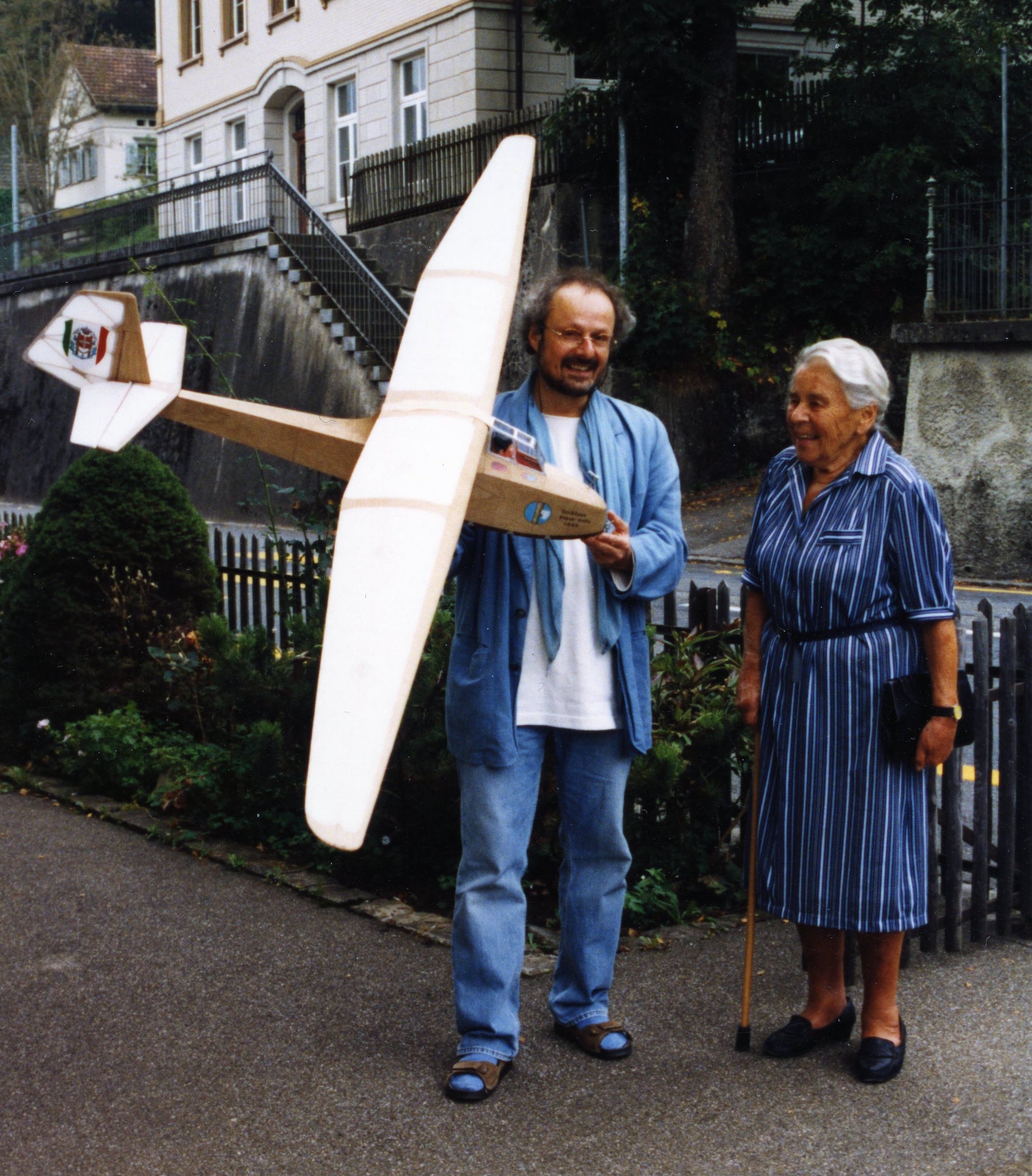
Im Gespräch mit Fréderic Fischer über den Segelflugverein «Albatros»

Nach über vier Jahrzehnten beruflichem Einsatz in aller Welt, in denen Elisabeth Pletscher stets mit dem Appenzellerland verbunden blieb, kehrte sie 1973 wieder nach Trogen ins Vordorf 48a zu ihrer Schwester Madeleine zurück und lebte dort für den Rest ihres Lebens. In ihrer zweiten Lebenshälfte engagierte sie sich mit grossem Einsatz in sozialen Bereichen und politischen Ämtern. Die herausragendsten Taten in ihrem Pensionsalter waren ihr unermüdliches Wirken für die Einführung des Frauenstimmrechts und die Gründung des Mädchenkonvikts der Kantonsschule Trogen. Mit über 90 Jahren machte sie sich noch mit dem Computer vertraut und verkehrte daraufhin auch per E-Mail mit Bekannten und Verwandten. Viele Menschen erlebten sie im Alter als charismatische Persönlichkeit. Als beispielsweise der schottische Künstler Andrew James Ward in den 1990er-Jahren in Trogen wohnte, lernte er Elisabeth Pletscher kennen, war fasziniert von ihrem Charakter und malte mehrere Portraits von ihr. Je älter sie wurde, desto mehr wurde sie zur gefragten Zeitzeugin des 20. Jahrhunderts. So auch für Fréderic Fischer, der mit ihr noch kurz vor ihrem Tod ein Interview aufnahm und sie dabei unter anderem an ihre Erinnerungen an den 75 Jahre zurückliegenden Segelflugverein «Albatros» befragte. Vermehrt erhielt sie Einladungen als Referentin oder Ehrengast und traf Prominente der Lokalpolitik oder auch die US-Botschafterin Madeleine M. Kunin. Ihre Medienpräsenz wuchs zunehmend, vor allem als 1997 ein mehrseitiges Portrait unter dem Titel Appenzeller Jungbrunnen von ihr im Tages Anzeiger Magazin erschien. Als Folge davon wurde sie Werbeträgerin für das Mineralwasser «Passugger»: Die Gesichter von Schweizer Persönlichkeiten waren auf grossformatigen Werbeplakaten in der ganzen Schweiz abgebildet, dazu ein passender Satz. Bei Elisabeth Pletscher war zu lesen: «Ohne Männer geht viel, ohne Frauen gar nichts.» Sie betonte allerdings auch hier, sie sei keine Feministin und sie hätte den Plakattext am liebsten durch folgenden Satz ergänzt: «Am besten geht es gemeinsam in echter, gleichberechtigter Partnerschaft.»

### Tod

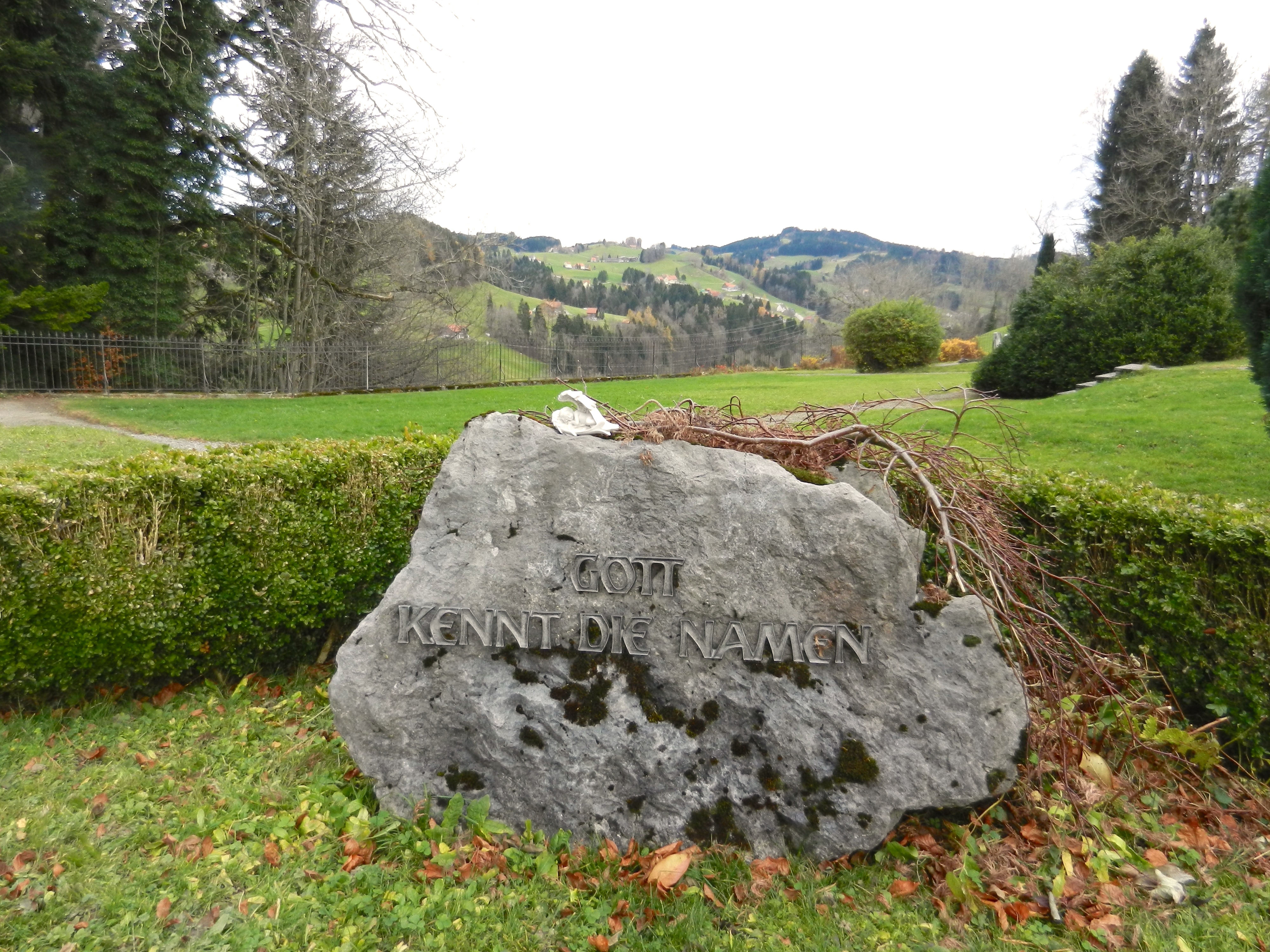
Friedhof Trogen: Gemeinschaftsgrab ohne Namensnennung mit der Asche von Elisabeth Pletscher

Bereits im Frühsommer 2003 hatte Elisabeth Pletscher alles für ihren anstehenden 95. Geburtstag im Oktober vorbereitet. Geplant war eine öffentliche Feier in der Kirche von Trogen mit der «Frauenstriichmusik» und einem Jodeldoppelquartett mit Männern, gefolgt von einem Essen im Freundeskreis im Restaurant «Krone». Es sollte nicht mehr dazu kommen: Am 29. Juli ging sie zum Dorf-Fotografen, der für das Rotkreuz-Buch zum 100-Jahr-Jubiläum des Rotkreuzdienstes Bilder aus ihrem Fotoalbum reproduzieren sollte, da Pletscher einen Artikel über ihren Aktivdienst dazu beigetragen hatte. Auf dem Nachhauseweg wurde sie in der Nähe ihres Hauses von einem Auto erfasst, dessen Lenkerin unter Drogeneinfluss stand. In der Pressemitteilung war am folgenden Tag zu lesen: «Schwere Verletzungen erlitt eine 94-jährige Frau am Dienstagvormittag bei einem Verkehrsunfall in Trogen. Eine aus Richtung Altstätten […] kommende Autofahrerin erfasste vor dem Dorfzentrum eine am linken Fahrbahnrand vom Dorfplatz dorfauswärts gehende Fussgängerin. Mit schweren Kopf- und Beinverletzungen musste die Rentnerin ins Spital gebracht werden. Bei der unfallverursachenden Personenwagenlenkerin wurde eine Blut- und Urinprobe angeordnet sowie der Führerausweis eingezogen.» Zwei Wochen später, am 11. August, starb Elisabeth Pletscher an den Folgen des Unfalls im Spital Heiden. Vier Tage danach fand in der Kirche Trogen die öffentliche Abdankungsfeier statt, worauf etliche Nachrufe folgten. So schrieb das St. Galler Tagblatt unter anderem: «Mit einer Trauerfeier in der vollen Kirche Trogen nahmen Bevölkerung und Behörden gestern von Elisabeth Pletscher Abschied. Alt Landammann Hans Altherr und Nationalrätin Dorle Vallender würdigten die verstorbene ‹Grand Old Lady› als faszinierende Persönlichkeit. Elisabeth Pletscher, die am Montag an den Folgen eines Verkehrsunfalls zwei Monate vor ihrem 95. Geburtstag verstorben war, wurde von zahllosen Menschen geschätzt und geachtet. Sie faszinierte mit ihrem Charisma alle, die mit ihr in irgendeiner Weise in Berührung kamen. Dies zeigte der Aufmarsch von der grossen Prominenz (insbesondere der Repräsentanten von Politik, Kultur und Bildungsinstitutionen) bis zur einfachen Dorfbewohnerin. […] Umrahmt wurde die Trauerfeier von einem hochkarätigen Streicherensemble und Orgelspiel, das auf ausdrücklichen Wunsch der Verstorbenen auch ein Zäuerli und ein Tänzchen beinhaltete sowie dem bewegenden Landsgemeindelied.» Die NZZ am Sonntag publizierte ebenfalls eine ausführliche Würdigung und betonte dabei nochmals Pletschers politische Verdienste: «Eine ‹Emanze› sei sie gewiss nicht und auch keine ‹Feministin›. Aber kein Mann war für sie als Ehemann gut genug. Ohnehin gehe das Leben ohne Männer besser. So wandte sie sich statt dem privaten dem öffentlichen Haushalt zu und verhalf den Frauen in Appenzell Ausserrhoden zu ihrem Stimmrecht. […] Dass auch die Frauen im Ausserrhodischen politische Rechte ausüben sollten, schien ihr selbstverständlich. […] ‹Man muss hartnäckig sein im Leben›, sagt sie; ‹ein Wort hat mich immer gereizt: Erst recht!› […] Die Dame, die zum Trogener Ortsbild gehörte wie die Häuser ihrer Vorfahren, ist an den Folgen eines Autounfalls verstorben.» Elisabeth Pletscher wurde gemäss ihren Wünschen in St. Gallen kremiert und ihre Urne auf dem Friedhof Trogen, ganz in ihrem bescheidenen Sinne, in einem Gemeinschaftsgrab ohne Namensnennung beigesetzt. Teile ihres Erbes gingen an Vereine und Institutionen und bei der Gemeinde Trogen bedankte sie sich ebenfalls mit 140'000 Franken, wie folgende Zeitungsmeldung zwei Jahre nach ihrem Tod vermeldete: «Elisabeth Pletscher war ein Leben lang mit der Gemeinde Trogen verbunden und hat sie testamentarisch als Miterbin ihres Vermögens eingesetzt. Sie hat daran keine Auflagen bezüglich Zweckbindung geknüpft. Damit war der Gemeinderat frei zu entscheiden, wofür er den Erbanteil verwenden will. Mit der Einlage in den Fonds ‹Landsgemeindeplatz› soll das Geld zu einem späteren Zeitpunkt für einen Zweck eingesetzt werden, der auch Elisabeth Pletscher stets am Herzen lag.»

## Wirken
Elisabeth Pletschers Wirken ging weit über ihr berufliches Engagement hinaus. Selbstlos tat sie, was ihr Gewissen oder die Notwendigkeit ihr gebot. 1995 schrieb sie einen Nachruf für Ruth Waeber, die zweite Präsidentin des «Schweizerischen Verbandes der Medizinischen Laborantinnen'». Der nachfolgende Satz daraus trifft auch auf Elisabeth Pletschers Handeln zu: «Es ist der Lauf der Dinge, dass der Mensch nur eine relativ kurze Zeit auf unserer Erde verweilt. Name und Person werden bald vergessen, aber seine Werke bleiben bestehen, wenn es auch meistens nur kleine, anonyme Bausteinchen sind im gemeinsamen Bau.»

### Berufliches Engagement

#### Schweizerischer Verband der Medizinischen Laborantinnen

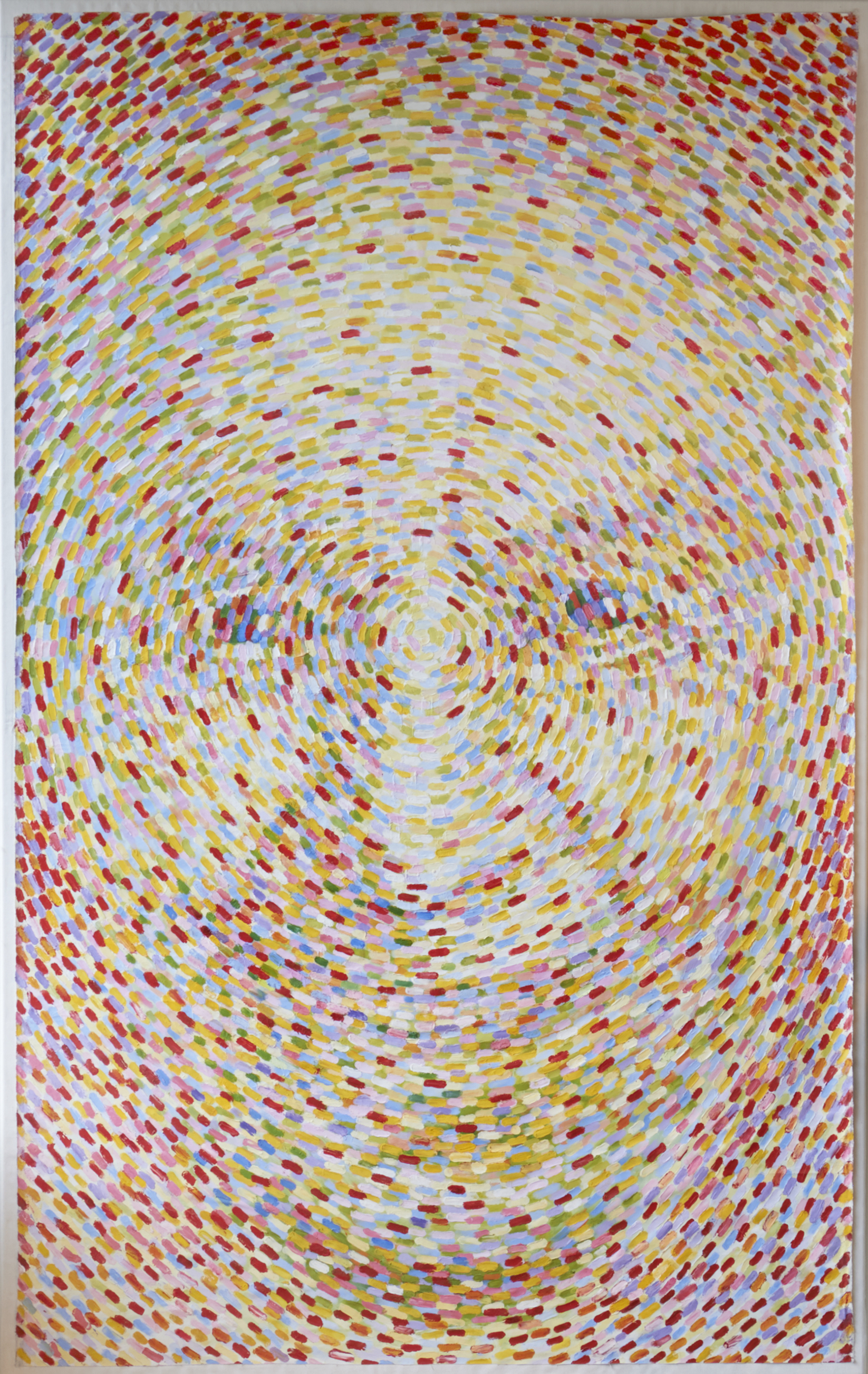
Elisabeth Pletscher, porträtiert von Andrew James Ward, ca. 1997

Seit 1930 gab es den «Schweizerischen Verband der Medizinischen Laborantinnen». Elisabeth Pletscher trat schon 1931 in den Vorstand und von 1956 bis 1966 amtete sie als dritte Präsidentin dieses Berufsverbandes. In dieser Zeit erreichte sie sehr viel für ihren Berufsstand: So war es ihr von Anfang an ein grosses Anliegen, dass die Berufliche Grundbildung umfassend verbessert wurde, auch indem die angehenden Laborantinnen ein Praktikum absolvieren konnten. Sie initiierte Kurse für «Medizinische Laborantinnen» und setzte sich für bessere Löhne ein. Des Weiteren erwirkte sie, dass 1941 Frauen, welche bisher in medizinischen Berufen arbeiteten, nicht mehr als «medizinische Gehilfinnen» betitelt wurden, indem das Wort Gehilfin gestrichen wurde. Die Resultate von Elisabeth Pletschers Bemühungen zeigten sich spätestens 1962, als der Beruf mit Diplom durch das Schweizerische Rote Kreuz anerkannt wurde. Ein Jahr später folgten die Ausbildungsrichtlinien und 1965 hatten die «Medizinischen Laborantinnen» endlich ein Berufsbild (welches sie auch von den «Chemischen Laboranten» unterschied). Die Verbandszeitschrift für das Medizinisch-technische Fachpersonal würdigte Elisabeth Pletscher 1978 mit den Worten: «Wir danken es Ihren unermüdlichen Bemühungen, dass unser Beruf in der Schweiz durch das ‹Rote Kreuz› reglementiert, überwacht und gefördert wird.»

#### Redaktorin «Das medizinische Laboratorium»
Als der «Schweizerische Verband der Medizinischen Laborantinnen» beschloss, ein Mitteilungsorgan zu publizieren, stellte sich Elisabeth Pletscher von Anfang an bis 1972 als Redaktorin zur Verfügung. Die erste Ausgabe von Das medizinische Laboratorium erschien im Juni 1945 und beinhaltete Mitteilungen, Stellenangebote und wissenschaftliche Beiträge (auch von Elisabeth Pletscher verfasst). Noch im selben Jahr stellte sie den Kontakt zu den deutschen Arbeitskolleginnen her und erreichte, dass die Fachzeitschrift gemeinsam länderübergreifend publiziert wurde.

#### Berufskommission für Krankenpflege
Elisabeth Pletscher war die erste Frau in der «Berufskommission für Krankenpflege» des Schweizerischen Roten Kreuzes (SRK) und vertrat in dieser Funktion, neben den «Medizinischen Laborantinnen», auch die Physiotherapeutinnen, Röntgenassistentinnen und Hebammen. Nach ihrem Rücktritt 1974 schrieb der Präsident des SRK unter anderem: «Es geht eine wichtige Epoche der Zusammenarbeit zwischen dem medizinisch-technischen Laborfachpersonal und dem SRK dem Ende entgegen, die untrennbar mit Ihrem Namen verbunden bleiben wird.»

#### Erster Internationaler Kongress der Medizinischen Laborantinnen
Schon früh erkannte Elisabeth Pletscher die Vorteile des fachlichen Austausches und sah grosses Potential darin, internationale Kontakte zu knüpfen, um gemeinsam Lösungen zu finden oder von anderen zu übernehmen (beispielsweise bei der Entdeckung des Rhesusfaktors). Erste Verbindungen hatte sie bereits brieflich mit Deutschland, Frankreich und Grossbritannien hergestellt. Allerdings schwebte ihr Grösseres vor. Vom April bis Juli 1953 nahm sie unbezahlten Urlaub und reiste mit ihrem Ersparten für fünf Monate in die USA, Kanada, Kuba und Mexiko: «Meine speziellen Studien führten mich in verschiedene Spitäler und medizinische Institute der grossen Städte. Neben der fachlichen Weiterbildung war mir die Kontaktaufnahme mit Berufskollegen besonders wichtig, da für die Lösung verschiedener Standesfragen wie Ausbildung und Anerkennung im relativ noch sehr jungen Beruf der ‹Medizinischen Laborantin› die Zusammenarbeit auf internationaler Basis nützlich sein kann.» In einer Ansprache in Miami rief sie dabei zur Zusammenarbeit auf: «If we unite our forces all over the world, proftiting by the progress made by others, we sure must succeed in the end.» (dt. «Wenn wir rund um die Welt unsere Kräfte vereinigen, profitierend von den Fortschritten die Andere machen, werden wir am Ende gewiss Erfolg haben.») Nach ihrer Rückkehr in die Schweiz begann Elisabeth Pletscher eigenständig mit der Organisation des «Ersten Internationalen Kongresses für Medizinische Laborantinnen». In ihrer Freizeit suchte sie Referenten für Vorträge, stellte ein Veranstaltungsprogramm zusammen und organisierte Unterkünfte und Ausflüge für die Besucher. Vom 18. bis zum 22. Juni 1954 war es dann soweit: Über 400 Laborantinnen und Laboranten aus 17 Ländern und vier Kontinenten trafen sich in Zürich zu einem Kongress zwecks Austausch und Weiterbildung. Dank ihrer Beharrlichkeit gelang es Elisabeth Pletscher sogar, am 19. Juni in der damals meistbeachteten Radiosendung «Echo der Zeit» fünf Minuten lang über den Beruf der «Medizinischen Laborantinnen» zu sprechen.

#### IAMLT
Die berufliche Pionierarbeit von Elisabeth Pletscher sollte nicht ohne Folgen bleiben: Aus dem 1. Kongress in Zürich ging der Internationale Verband International Association of Medical Laboratory Technologists (IAMLT) hervor, der bereits 1954 gegründet wurde. Es wurde nun alle zwei Jahre ein internationaler Kongress an verschiedenen Orten durchgeführt: Nottingham, Quebec, Amsterdam, Bristol, Hamburg, Straßburg, Stockholm, Washington, D.C., Edinburgh, Berlin, Helsinki, Kopenhagen, Wien oder Chicago. An den meisten Zusammenkünften war die Gründerin Elisabeth Pletscher ebenfalls anwesend. Das 10-Jahresjubiläum der IAMLT fand vom 15. bis 19. Juni in Lausanne unter dem Patronat der Expo 64 statt; Pletscher hielt dabei die Eröffnungsrede und leitete alle Versammlungen. 1970 gründete man eine Arbeitsgruppe, welche Richtlinien für die Ausbildung zu Kaderfunktionen aufstellte; als Vertretung der Schweiz wurde ein Jahr später Elisabeth Pletscher gewählt, die daraufhin als Chairman den Arbeitsausschuss aus lauter Männern leitete. Bis 1973 war sie ehrenamtliche (unbezahlte) Sekretärin des IAMLT und bearbeitete die umfangreiche Korrespondenz mit Laborantinnen aus aller Welt in der Regel in ihrer Freizeit zwischen 23.00 und 1.00 Uhr.

### Humanitäres Engagement

#### Frauenhilfsdienst im Zweiten Weltkrieg
Das Prinzip des Roten Kreuzes, leidenden Menschen zu helfen, egal ob Freund oder Feind, schien für Elisabeth Pletscher stets wegleitend zu sein. So war es für sie selbstverständlich, dass sie ihre beruflichen Fähigkeiten im Zweiten Weltkrieg der Allgemeinheit zur Verfügung stellte. Als 1939 das Universitätsspital Zürich nach der Mobilmachung unter militärischem Befehl stand, meldete sie sich beim Militärischen Frauendienst (MFD) und wurde im folgenden Jahr für Frauenhilfsdienst-tauglich befunden. Während ihrer Einsätze arbeitete sie als Laborantin für den MFD und hatte dabei ihren ersten Aktivdiensteinsatz in den Militärsanitätsanstalten Beatenberg. 1942 besuchte sie einen Bakteriologiekurs in Bern als Vorbereitung für mögliche Epidemien, 1943/1944 folgte ein weiterer Aktivdienst in Grindelwald. Über das Ende des Krieges sagte Elisabeth Pletscher später: «1945 kam dann der so genannte Frieden, das heisst, der Krieg wurde als beendet erklärt. Nachdem man alles zusammengeschlagen hatte, musste es wieder aufgebaut werden.» Auch dabei wollte sie helfen und meldete sich 1945 für eine Rotkreuzmission im Ausland: Sie wurde daraufhin als Laborantin im italienischen Meran eingesetzt, um Verletzte aus Kriegsgebieten und Holocaust-Überlebende aus Konzentrationslagern zu behandeln (in Meran hielten sich derer bis 1947 bis zu 15.000 auf). Im Oktober schrieb Pletscher einen Brief an Oskar Wohnlich, den Rektor der Kantonsschule Trogen, und berichtete darin unter anderem: «Das Italienische Rote Kreuz war der plötzlichen ungeheuren Aufgabe kaum gewachsen und deshalb startete am 20. August auf Wunsch der Alliierten die bis jetzt grösste schweizerische Ärztemission nach Meran. Rund 80 Personen fuhren im strömenden Regen in Zürich ab nach Zernez-Münster im Engadin. Am Zoll wurden wir von Rotkreuz-Camions abgeholt, die von deutschen Chauffeuren in amerikanischer Begleitung gefahren wurden. Spät abends gelangten wir in Meran an und bezogen unser notdürftig vorbereitetes Quartier. [...] Ein Lastwagen nach dem anderen fuhr mit Kranken beladen in den Kasernenhof ein. Wir Laborantinnen setzten uns an einen langen Tisch und begannen von jedem einzelnen die Personalien aufzunehmen. Vier Stunden lang schrieben wir wie die Besessenen inmitten dieser lärmenden, schwitzenden Masse menschlichen Elends. [...] Und was konnten wir schon für sie tun? Es fehlte uns ja noch an allem, an Nahrungsmitteln, Medikamenten, an sanitären Einrichtungen, sogar an der Zeit, uns nur ein wenig mit ihnen zu unterhalten. Vorläufig musste ein kurzes Wort oder ein freundlicher Blick genügen. [...] Es gab noch unendliche Schwierigkeiten zu überwinden, bis wir einigermassen eingerichtet waren. Vieles muss noch verbessert werden, um unsern verwöhnten Schweizeransprüchen zu genügen, aber für ein Land wie Italien, wo alles fehlt, wo momentan nichts zuverlässig funktioniert, gelten wir schon als leistungsfähiges Spital. Die Hauptsache ist ja, dass wir möglichst vielen dieser armen Kriegsopfer helfen können, ihre körperlichen Leiden zu lindern und was sicher ebenso wichtig ist, durch liebevolle Behandlung, durch zielbewusstes Handeln und freundlichen Zuspruch den Glauben und das Vertrauen zu den Mitmenschen wieder zu gewinnen.» Durch die Erfahrung in Meran, dass die militärischen Labors und Lazarette in einem äusserst schlechtem Zustand waren und deshalb an effiziente Hilfe für die Notleidenden kaum zu denken war, setzte Elisabeth Pletscher seither alles daran, dass Laboreinrichtungen in Kriegsgebieten verbessert wurden. Ab 1959 absolvierte sie noch mehrere Instruktionskurse des Schweizerischen Roten Kreuzes (SRK) und blieb bis 1967 Mitglied. Als 1998 Zeitzeugen des Zweiten Weltkrieges für das bislang grösste Schweizer Oral History-Projekt «Archimob» gesucht wurden, meldete sich Elisabeth Pletscher und erzählte dabei detailliert von ihren Kriegserfahrungen.

### Politisches Engagement
Elisabeth Pletscher engagierte sich in ihrer zweiten Lebenshälfte vermehrt politisch. Dies geschah in Form von Leserbriefen, Teilnahmen an Podiumsdiskussionen, Vorträgen oder Ansprachen. Themen waren beispielsweise die Beibehaltung der Landsgemeinde, die ausserrhodische Kantonsverfassung, die neue Bundesverfassung der Schweiz oder Schwangerschaftsabbruch und Fristenregelung. Dabei kam sie in Kontakt mit Politikern wie Marianne Kleiner, Alice Scherrer, Ruth Metzler, Hans Altherr oder Hans Höhener. 1993 trat sie 85-jährig der FDP bei. Im Zentrum von Elisabeth Pletschers Politik stand vor allem die Gleichstellung von Mann und Frau; begonnen hatte dies mit dem Ereignis der SAFFA und fand seine Fortsetzung im Kampf um das Frauenstimmrecht. Dazu erklärte sie: «Ich bin in keiner Weise eine Frau, die unbedingt Frauen bevorzugt, sondern für mich gilt nur die Qualität, nicht die Quantität. Ich setzte mich auch nicht für eine Quotenregelung ein, aber dafür, dass Frauen in allen Gremien in möglichst angemessener Zahl vertreten sind. […] Wir alle, Männer und Frauen, werden davon profitieren. Die Zusammenarbeit beider Geschlechter ist immer erfolgreicher und fruchtbarer, wenn nicht nur eine Frau mit lauter Männern oder ein Mann allein mit lauter Frauen ist.»

#### SAFFA

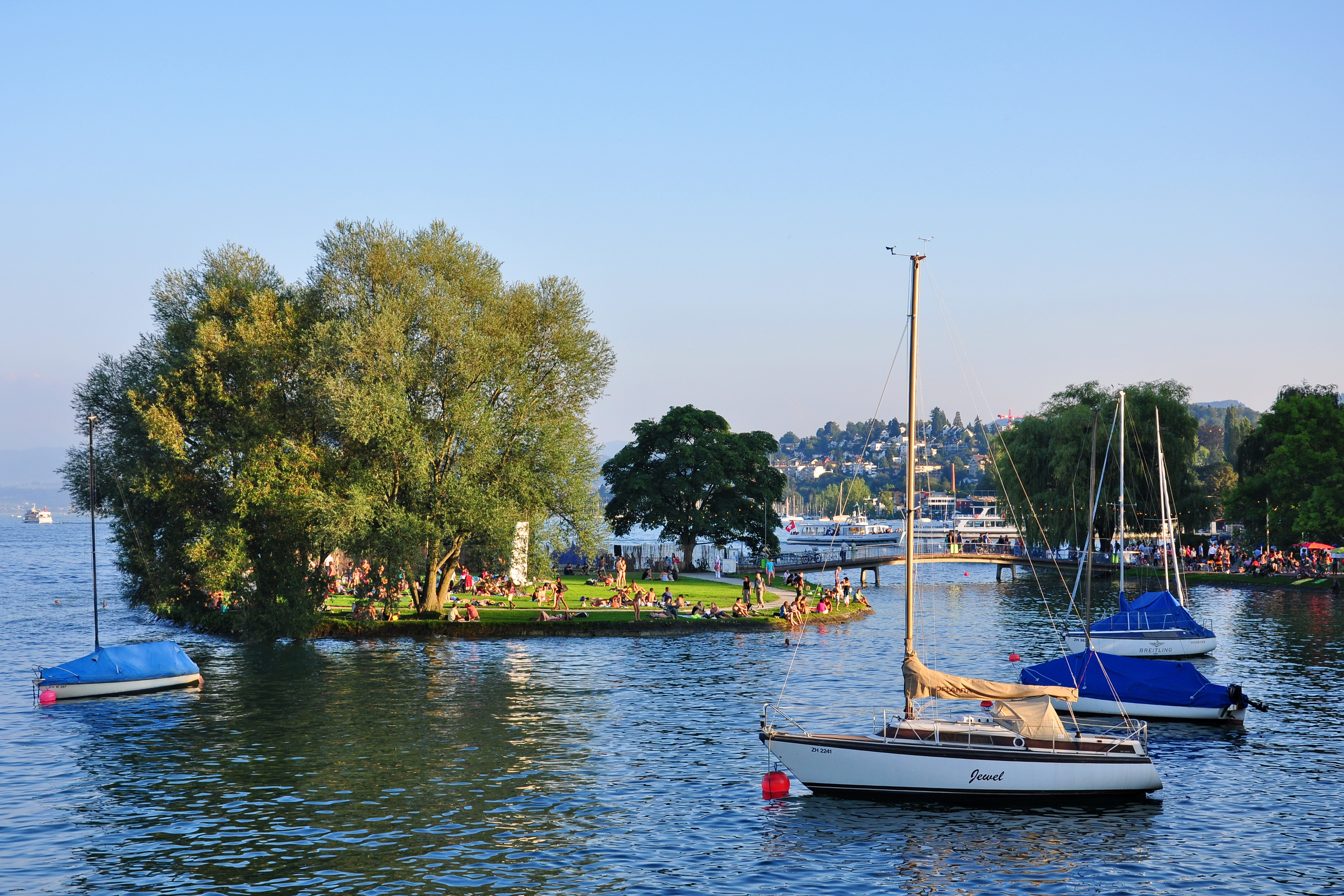
Die nach der Ausstellung benannte «Saffainsel» in Zürich-Wollishofen

Mit der Schweizerischen Ausstellung für Frauenarbeit (SAFFA) kam Elisabeth Pletscher als 20-Jährige zum ersten Mal in Kontakt: Im Sommer 1928 besuchte sie mit der Klasse der Hauswirtschaftsschule, welche sie im Waadtland absolvierte, die Ausstellung für Frauenarbeit in Bern, welche dort das erste Mal stattfand. Damals schon trat der «Schweizerische Verein für Frauenstimmrecht» im Eröffnungsfestzug auf. Dieser zog dabei einen Wagen, auf dem eine riesengrosse Schnecke angebracht war; auf beiden Seiten waren Spruchbänder mit dem Schriftzug befestigt: «Die Fortschritte des Frauenstimmrechts in der Schweiz». Als vom 17. Juli bis zum 15. September 1958 in Zürich die zweite SAFFA stattfand, war Elisabeth Pletscher aktiv dabei, indem sie an den Vorbereitungsarbeiten beteiligt war und den Beruf der «Medizinischen Laborantinnen» vorstellte: In einem provisorischen Labor wurden den Besuchern Fragen beantwortet und Arbeiten demonstriert, wie zum Beispiel die Bestimmung von Blutgruppen oder des Hämoglobins. An der SAFFA 1958 wurde Pletscher entscheidend für ihr weiteres politisches Engagement geprägt, indem sie sich der Bedeutung der Frau in der Arbeitswelt in vollem Ausmass bewusst wurde. Das Schlüsselerlebnis für ihre künftige Frauenarbeit schilderte sie folgendermassen: «Was mich geprägt hat, war die SAFFA 1958 in Zürich, die zweite schweizerische Ausstellung für Frauenarbeit. Ich war gerade 50 Jahre alt. Der Berufsverband der «Medizinischen Laborantinnen», als deren Präsidentin ich damals amtete, hat an der SAFFA ein Labor geführt. Wir waren involviert in die Planung, Organisation und Durchführung dieser Ausstellung, und ich habe hautnah miterlebt, was Frauen alles leisten – ohne je Anerkennung dafür zu erhalten. Ich empfand es schon nach dem Zweiten Weltkrieg als stossend, wie viele Aufgaben und Pflichten die Frauen während des Krieges übernommen hatten, ohne dass ihnen entsprechende Rechte zugestanden worden wären. Wir sind damals, nach dem Krieg, ganz selbstverständlich davon ausgegangen, dass die Frauen nun auch ihre politischen Rechte bekommen. Das ist aber etwa gar nicht automatisch geschehen. Und an der SAFFA, fünfzehn Jahre später, haben wieder so viele Frauen gezeigt, was sie alles können. […] Mich hat damals auch das Engagement und die enorme Leistung der Pionierinnen für die Anliegen der Frauen beeindruckt. […] Da ich beruflich sehr beansprucht war, konnte ich mich nie im selben Ausmass engagieren wie andere Frauen. So habe ich mich während der Zeit der zweiten SAFFA entschieden, nie ‹Nein› zu sagen, sollte ich angefragt werden, mich für etwas einzusetzen: Was ich tun kann, das tue ich. […] Ich tue es aus Dankbarkeit und Solidarität mit den Pionierinnen für die Frauenrechte und die Anliegen der Frauen, als einen kleinen persönlichen Tribut für all das, was diese Frauen erdulden und durchstehen mussten.»

#### Frauenstimmrecht
Elisabeth Pletscher wurde im Laufe der Jahrzehnte zur grossen Figur im Einsatz für das Frauenstimmrecht im Kanton Appenzell Ausserrhoden. Dabei musste sie sich auch regelmässig mündlichen, brieflichen und telefonischen Anfeindungen von anonymen Gegnern beiderlei Geschlechts stellen, bspw.: «Als Emanze und Männerhasserin sind Sie persönlich wesentlich am Tod unserer ehrwürdigen Landsgemeinde schuld – welch edles Lebenswerk, schämen Sie sich!» Dazu meinte sie: «Ich habe unsere Männer, wenn sie ausserhalb des Kantons oder im Ausland angegriffen und als Rückständige, als Eingeborene beschimpft wurden, verteidigt. Ihr Widerstand galt nicht in erster Linie den Frauen. Sie hatten Angst um die Landsgemeinde, ihre liebe Tradition, die jahrhundertelang ohne Frauen auskam. Ich konnte sie begreifen, die Männer. Als Schülerin an der Kantonsschule war ich ja auch dagegen gewesen. Das Leben hat mich das Gegenteil gelehrt.»

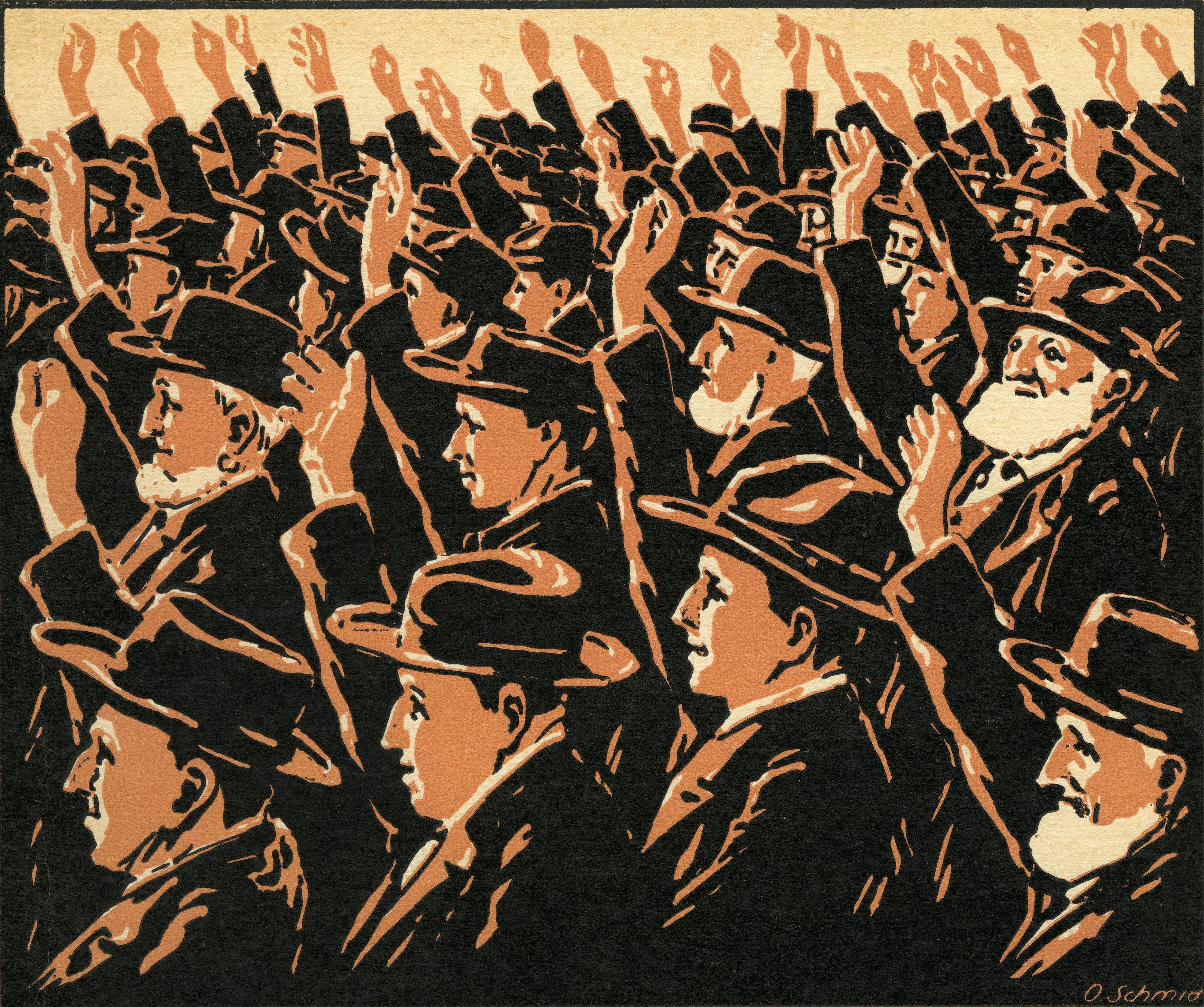
Männer an der Landsgemeinde. Linolschnitt (1930) von Otto Schmid, ehemaliger Zeichenlehrer von Elisabeth Pletscher

Mit dem Thema des Frauenstimmrechts kam Elisabeth Pletscher als 16-Jährige zum ersten Mal in Kontakt. Damals hatte eine Polin, welche mit einem von Elisabeths Vettern verheiratet war, sie auf den Missstand hingewiesen. Bei der Verabschiedung auf dem Dorfplatz in Trogen, erklärte diese, sie sei ganz froh, die Schweiz wieder verlassen zu können, da es hier schon sehr hinterwäldlerisch zu und her gehe; in Polen würden die Frauen schon lange an den Abstimmungen teilnehmen. Elisabeth Pletscher entgegnete daraufhin beschwichtigend, dass das Frauenstimmrecht auch in der Schweiz irgendwann eingeführt würde, nur noch nicht jetzt. «Dieses Gespräch ist mir geblieben, ich weiss noch, wo wir gestanden sind. Sie antwortete: ‹Mais pourquoi pas?!› ‹Mais parceque c’est seulement pour les hommes›, lautete mein Argument. ‹Et pourquoi pas pour toi?›, fragte sie weiter, ‹du besuchst doch auch eine Schule mit lauter Buben und warum solltest du nicht wie diese später auch an Abstimmungen und Wahlen teilnehmen?› Da ist bei mir ‹de Zwanzger› abegheit. Ich fand, sie hatte Recht. Es dauerte, von diesem Moment an gezählt, 65 Jahre, bis das Frauenstimmrecht auch im Kanton Appenzell Ausserrhoden Wirklichkeit wurde.» Zum Auslöser für Pletschers politisches Handeln wurde dann die SAFFA 1958. «Damals schämte ich mich, dass ich mich nicht mehr um öffentliche Fragen gekümmert hatte, dass ich nichts unternommen hatte, um uns allen zu unserem Recht zu verhelfen. Ich bin keinem Stimmrechtsverein beigetreten, ich habe weiterhin nicht aktiv gekämpft, bin aber nie mehr lau zur Seite gestanden. Wo es die Situation erforderte, habe ich klar Stellung bezogen.»
Ihren ersten politischen Auftritt hatte Elisabeth Pletscher am 26. Januar 1959 im Rahmen einer Podiumsdiskussion im Saal der «Krone» in Trogen: Die FDP des Appenzellerlandes organisierte damals diesen Anlass zur anstehenden  Volksabstimmung über das Frauenstimmrecht. Pletscher vertrat an diesem Abend den befürwortenden Standpunkt gegen den Ausserrhoder Regierungschef. Am 1. Februar 1959 wurde in der eidgenössischen Abstimmung das Frauenstimmrecht zu 66 % abgelehnt; Trogen sprach sich mit 85 % dagegen aus. 1971 kam das Frauenstimmrecht zum zweiten Mal an die Urne und wurde am 7. Februar vom männlichen Stimmvolk mit 65,7 % Ja-Stimmen angenommen. Dieses eingeführte Stimm- und Wahlrecht der Frauen galt allerdings nur auf Bundes- und Gemeindeebene. Kantonale Abstimmung wurden in Appenzell Ausser- und Innerrhoden weiterhin an der traditionellen Landsgemeinde durchgeführt, die den Frauen nach wie vor verwehrt blieb. Auch an der Trogener Landsgemeinde von 1972 musste das Frauenstimmrecht eine deutliche Niederlage einstecken. Der Hauptgrund für die Ablehnung bestand vor allem in der Angst um den Verlust der Tradition der Landsgemeinden, welche seit dem 15. Jahrhundert regelmässig durchgeführt wurden. Als Pletscher 1973 nach der Pensionierung wieder nach Trogen zog, musste sie feststellen: «Persönlich bin ich von einer Voll-Bürgerin im Kanton Zürich seit kurzem zurückversetzt worden in eine 2/3-Bürgerin im Kanton Appenzell. […] Dass in unserm Kanton mit seinen vielen Nagelfluhfelsen halt mehr Steine weggeräumt werden müssen, als in schon seit Jahren wohl gepflügten Gefilden, ist ganz begreiflich.» 1976 scheiterte das Frauenstimm- und Wahlrecht erneut an der Landsgemeinde.
1983 gründete Elisabeth Pletscher zusammen mit der damaligen Leiterin des KST-Mädchenkonvikts Barbara Schällibaum (damals Kühne) die «Interessengemeinschaft für politische Gleichberechtigung der Frauen im Kanton Appenzell Ausserrhoden». Die IG sammelte über 1800 Unterschriften für eine Petition, welche eine eidgenössische Volksabstimmung zur Aufhebung des Artikels 74 Abs. 4 der Bundesverfassung forderte (dieser Artikel sprach dem kantonalen Recht für Abstimmungen und Wahlen der Kantone und Gemeinde Vorrang zu). Eine Gefolgschaft von Frauen, Elisabeth Pletscher in traditioneller Tracht, brachte die Bittschrift mit den Unterschriften im September zuhanden des National- und Ständerats nach Bern. Die Petition stiess beim Bund jedoch vorerst auf kein Gehör, weil man befürchtete, die Kantonsautonomie zu untergraben. Als 1984 an der Landsgemeinde in Trogen eine erneute Initiative über die Einführung des Frauenstimmrechts verworfen wurde, war die Enttäuschung unter den Befürwortern gross. 1986 wurde daraufhin auf Anregung von Ständerat Otto Schoch eine rund fünfzigköpfige «Arbeitsgruppe Frauenstimmrecht» gebildet, und im Rahmen einer Eidgenössischen Urnen-Abstimmung im September sagte der Kanton Appenzell Ausserrhoden bei einer Umfrage zum ersten Mal «Ja» zugunsten des Frauenstimmrechts. Am 30. April 1989 kam das kantonale Frauenstimm- und Wahlrecht auf kantonaler Ebene an der Landsgemeinde in Hundwil erneut vor das Volk und wurde schliesslich knapp angenommen. Pletscher war an diesem Tag das letzte Mal als Zuschauerin anwesend und rückte danach ins Zentrum der Medien. Dies vor allem auch im kommenden Jahr, als die pensionierte Cheflaborantin des Unispitals Zürich in Ausserrhoder Tracht in Trogen erschien und 82-jährig an ihrer ersten Landsgemeinde als Stimmberechtigte teilnehmen durfte. Appenzell Innerrhoden führte als letzter Kanton das Stimmrecht für Frauen ein. Am 27. November 1990 entschied das Bundesgericht gegen den Willen der männlichen Stimmbürger der vorangegangenen Landsgemeinde; die bestehende kantonale Regelung wurde dabei erstmals als Verstoss gegen die Bundesverfassung erklärt.

### Soziales Engagement
Nach Elisabeth Pletschers Rückzug aus dem Berufsleben betätigte sie sich in vielfacher Weise in ihrer Wohngemeinde Trogen: 1975 war sie in der Kommission, welche das Bezirksspital Trogen in ein Pflegeheim überführte. 1977 engagierte sie sich im Jubiläumskomitee «100 Jahre Spital Trogen» und brachte mit einer Sammelaktion 60'000.- für neue Pflegebetten zusammen. 1985 war sie OK-Präsidentin des Dorffestes und kurz darauf hielt sie die Ansprache für das 40-Jahre-Jubiläum des Pestalozzidorfes im Beisein des Gründers Walter Robert Corti. Des Weiteren war sie in der Pfarrwahlkommission, unterstützte den jährlichen Ostereierverkauf des «Gemeinnützigen Frauenvereins» und initiierte eine Sammlung für die «Schweizerische Fachstelle für Alkohol- und Drogenprobleme». Als Höhepunkt ihrer gemeinnützigen Tätigkeit wertete Pletscher allerdings die Gründung des Mädchenkonvikts, womit sie gleichzeitig ein Stück Kantonsschulgeschichte und Frauenförderung prägte.

#### Mädchenkonvikt
Elisabeth Pletscher erzählt, wie sie Präsidentin des KVT wurdeⓘ

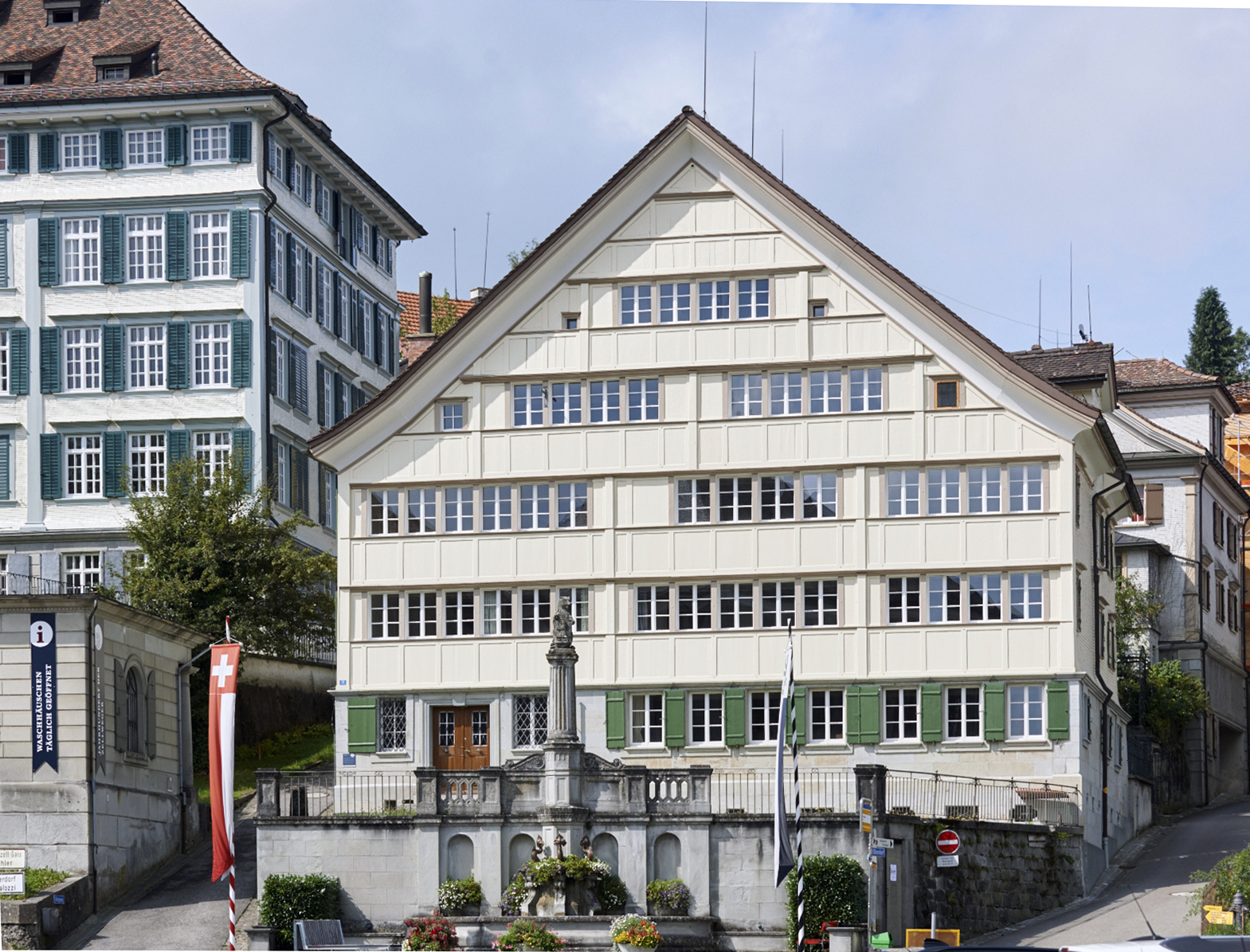
Ehemaliges Mädchenkonvikt im Oberdorf Nr. 43

Die Geschichte des Mädchenkonviktes der Kantonsschule Trogen ist eng mit dem «Kantonsschulverein Trogen» (KVT) verknüpft. Dieser entstand 1921, im selben Jahr als Elisabeth Pletscher in die Kantonsschule trat, anlässlich der 100-Jahr-Feier der KST und entsprach dem Bedürfnis Ehemaliger und Freunde der Schule, sich nicht aus den Augen zu verlieren. Pletscher selbst trat dem KVT gleich nach der Matura bei und engagierte sich seit 1934 im Vorstand. Von 1964 bis 1972 war sie die erste Frau, welche das Präsidium bekleidete und sollte in dieser Funktion das «Staatliche Konvikt für die Mädchen der Kantonsschule Trogen» gründen, damit auch Mädchen die gleichen Möglichkeiten in der Schulung und beruflichen Ausbildung wie die Knaben haben. Als die Kantonsschule 1821 ihren Betrieb aufgenommen hatte, waren im Dachgeschoss des Alten Konvikts bereits Schlafräume für Schüler eingerichtet. Bis 1907 war das «Institut» oder «Pensionat» weitgehend ein Privatunternehmen des jeweiligen Direktors gewesen. Danach wurde es vom Kanton zum «Staatlichen Konvikt» umbenannt und die Stelle eines Konviktleiters eingeführt. Das alte Knabenkonvikt beherbergte in seinen besten Zeiten über 50 Pensionäre. Da früher die meisten Schüler gezwungen waren, während der Schulzeit in Trogen zu wohnen, weil die öffentlichen Verkehrsmittel das Pendeln noch nicht erlaubten und die Kapazität des Knabenkonviktes beschränkt war, gründeten etliche Familien aus Trogen eine Pension. Auch die meisten Kantonsschullehrer eröffneten mit ihren Frauen ein Pensionat, da die damals bescheidenen Gehälter sie zu einem solchen Schritt zwangen. So stand im ersten Jahresbericht des KVT 1923: «Die Besoldungen der Lehrer sind bescheiden, ausser den mit Ordensgeistlichen arbeitenden; die Ansätze sind das Mindestmass dessen, was einem Manne mit akademischer Vorbildung, also auch später Erwerbsmöglichkeiten, geboten werden darf. [...] Dennoch arbeitet die Lehrerschaft mit Hingabe und wahrlich keinem kleinen Idealismus. Es ist schon wiederholt vorgekommen, dass Lehrer erheblich besser bezahlte Berufungen ablehnten, weil sie die menschlich schönen Verhältnisse zu Kollegen und Schülern nicht preisgeben wollten nur wegen finanzieller Besserstellung.»

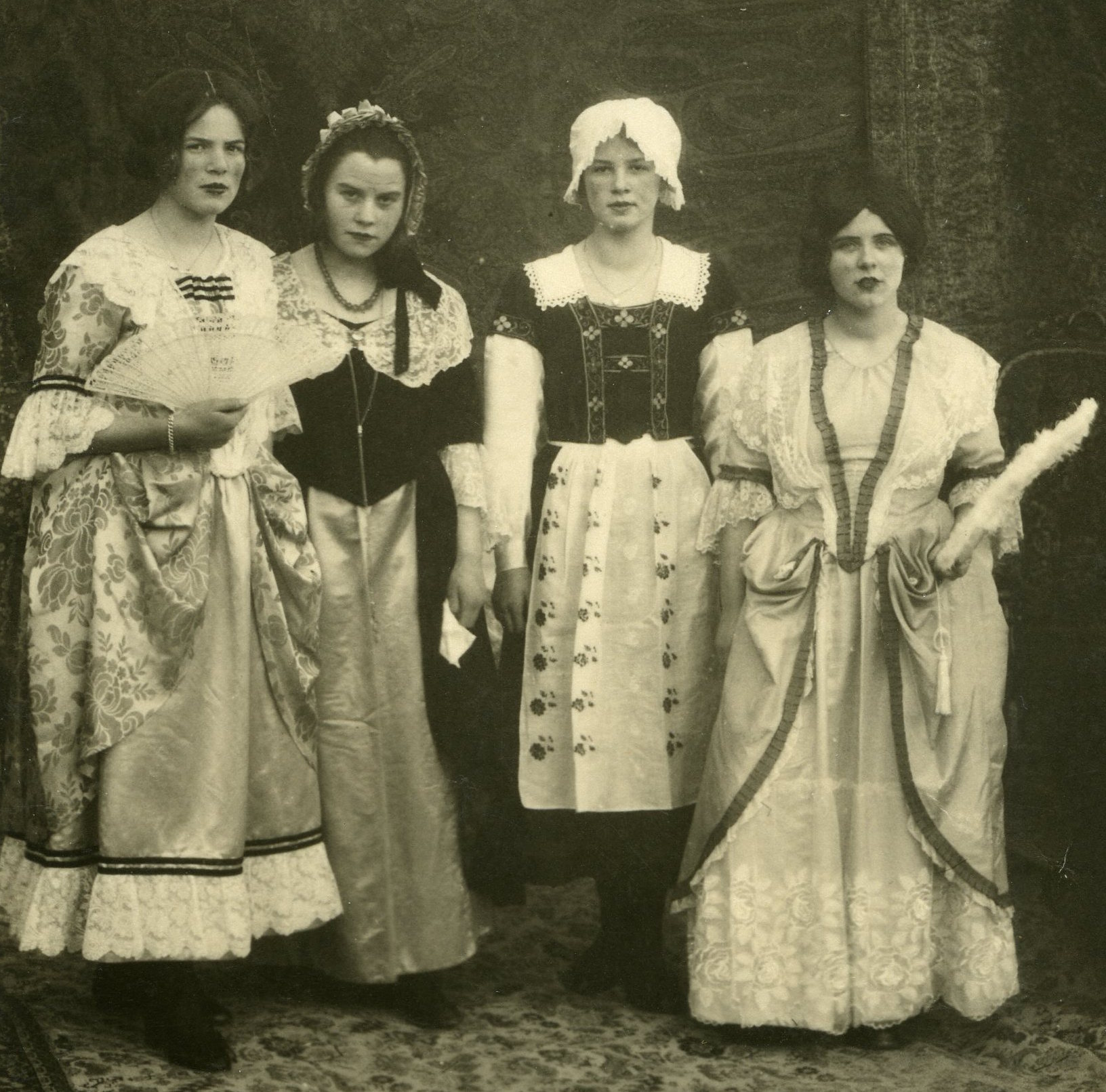
Theaterprobe 1925: Elisabeth Pletscher (2. v. l.) und Helene Rohner (rechts)

In dieser Zeit der Dorfpensionen lernte Elisabeth Pletscher Helene Rohner (1907–1989) aus Heiden kennen, welche an der Kantonsschule Trogen 1924 den einjährigen Handelskurs besuchte. Die beiden Mädchen freundeten sich an und spielten zusammen auch am Schülerabend-Theater 1925 in Molières Der Geizige. Weil es damals für auswärtige Mädchen wie Helene Rohner enorm schwierig war, die Kantonsschule zu besuchen, hatte sie die Idee, neben dem «Staatlichen Konvikt für Knaben» auch ein Mädchenkonvikt zu gründen und diskutierte mit ihrer Freundin Elisabeth darüber. Allerdings taten die beiden Mädchen diesen absurd scheinenden Gedanken letztendlich lachend als Hirngespinst ab. Über drei Jahrzehnte später trafen sich die beiden 1957 zufällig wieder in Trogen. Mittlerweile, darin waren sie sich einig, war die Zeit reif, ihre damalige Idee zu realisieren. Rohner bat Pletscher das Anliegen in den Vorstand des KVT zu tragen, da sich die Möglichkeit abzeichnete, ein passendes Haus zu erwerben. Bei dieser Liegenschaft handelte es sich um das älteste Haus am Landsgemeindeplatz in Trogen, das 1650 für den Landesstatthalter Conrad Zellweger-Rechsteiner erbaut worden war; dieser gründete das über Jahrhunderte florierende Geschäft der Zellweger-Dynastie und eröffnete dort 1675 den Leinwandhandel. Jahrhunderte später wurde aus dem Haus eine private Pension für Kantonsschüler: Von 1919 bis 1957 führte Fritz Hunziker (Lehrer an der KST für Französisch, Italienisch und Handelsfächer) mit seiner Frau und drei Angestellten die Pension für 22 Schüler. Als Hunziker 1957 starb, eröffnete sich also eine Möglichkeit, ein Mädchenkonvikt zu realisieren. Der Antrag von Helene Rohner und Elisabeth Pletscher wurde, trotz Zunahme auswärtiger Schülerinnen an der KST, an der Hauptversammlung des KVT mit 18 gegen 12 Stimmen abgelehnt. Ein Jahr später entschied sich der KVT unter Präsident Alfred Hummler die Liegenschaft als Kapitalanlage zu erwerben. Allerdings verfolgte man die Idee des Mädchenkonvikts nicht weiter. Vorerst wurde das KVT-Haus südlich des Landsgemeindeplatzes an den Kantonsschullehrer Hans Ess (Physik und Orchesterleitung) vermietet, der dort mit seiner Frau weiterhin eine traditionelle Schülerpension für sechs Schüler und vier Angestellte leitete.

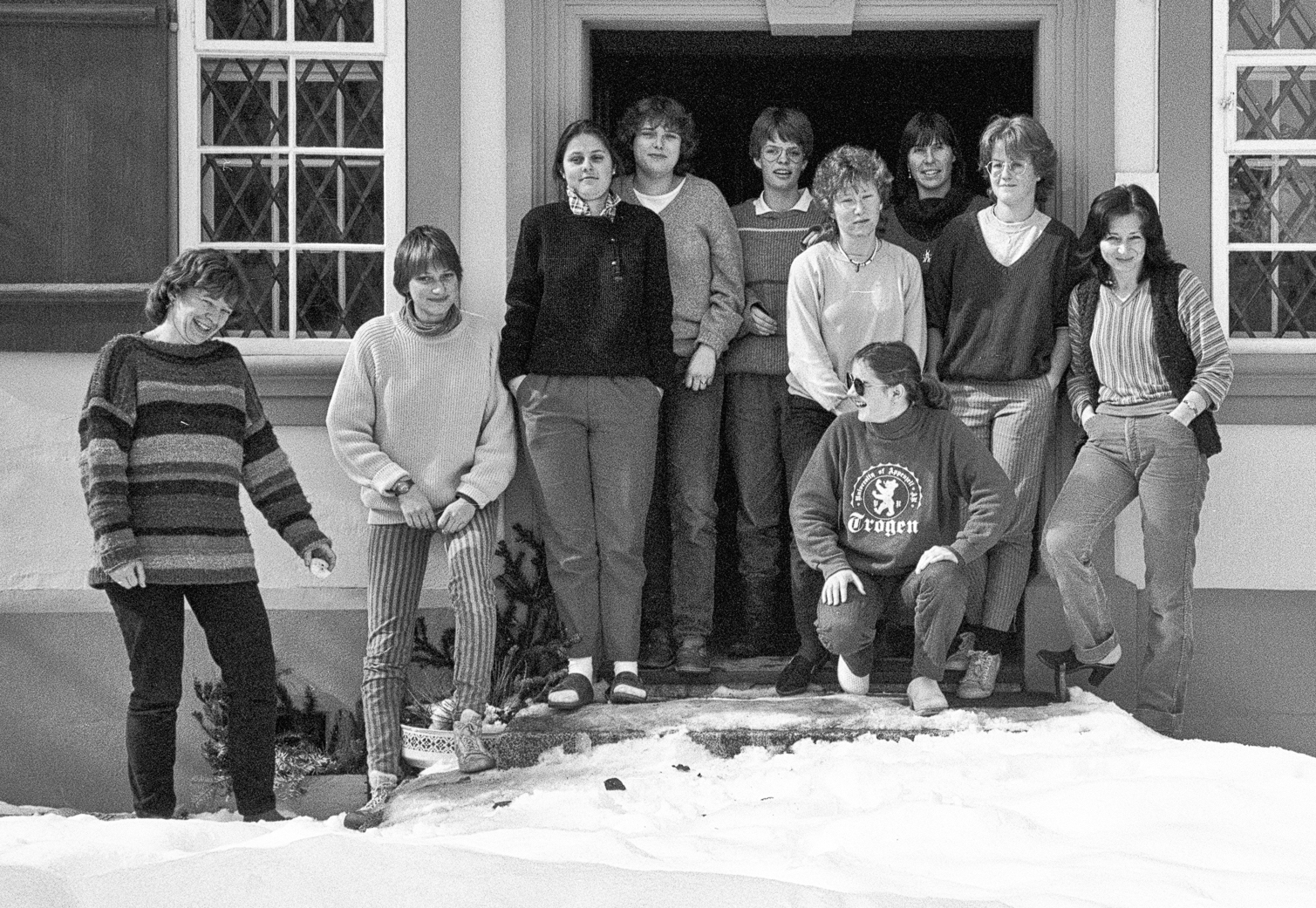
Bewohnerinnen des Mädchenkonvikts der Kantonsschule Trogen vor dem Eingang, 1984. Dritte von rechts: Barbara Schällibaum, Leiterin des Mädchenkonvikts von 1979 bis 1985

1964 wurde Elisabeth Pletscher die erste KVT-Präsidentin und bereits ein Jahr später wies sie erneut auf das Fehlen eines Mädchenkonvikts hin. 1967 sollte ein weiterer Impuls zur Gründung führen: Aus einem vom Soziologen René Riesen angefertigten Gutachten zog man unter anderen den Schluss, dass die Kantonsschule Trogen ohne Pensionäre und Pendler als staatliche Mittelschule nicht lebensfähig sei. Daher entstand das Neubauprojekt eines Knaben-Konviktes mit Mensa. Elisabeth Pletscher stand nun vehement für ein Mädchenkonvikt ein, damit Mädchen endlich die gleichen Möglichkeiten wie die Knaben hätten. Als Hans Ess im Frühjahr 1967 auch noch das Mietverhältnis kündigte, macht die Präsidentin dem KVT-Vorstand konkrete Vorschläge, welche nun in allen Punkten angenommen wurden. Auch die Kantonsregierung stieg jetzt ein und plötzlich ging alles sehr schnell: Das Haus wurde ausgestattet, man suchte eine geeignete Konviktleitung und fand diese in Annemarie Elmer-Schultheiss, welche mit Fritz Elmer, Handelslehrer an der KST, verheiratet war. Nach den Frühlingsferien 1968 wurde das eigene Mädchenkonvikt eröffnet, beinahe 150 Jahre nach der Gründung der KST. Von Beginn weg war das Konvikt mit 15 Schülerinnen voll besetzt, dazu kamen 30 Pendlerinnen, welche das Angebot des Mittagstischs nutzten (bis 1979 die KST-Mensa ihren Betrieb aufnahm); in den späteren Jahren mussten noch vier Zimmer vom benachbarten Haus dazu gemietet werden. Annemarie Elmer leitete das Haus elf Jahre lang, bis 1979 Barbara Schällibaum und ihr damaliger Ehemann Felix Kühne bis 1985 die Führung übernahmen. In dieser Zeit gründeten Barbara Schällibaum und Elisabeth Pletscher zusammen auch die «Interessengemeinschaft für politische Gleichberechtigung der Frauen im Kanton Appenzell Ausserrhoden». Charlotte Jacquemart führte von 1985 bis 1991 das Mädchenkonvikt, bevor Susan Romer die vierte und letzte Leitung übernahm. Gegen Ende der 1980er-Jahre wurde ein erster Rückgang an Bewohnerinnen verzeichnet; dieselbe Abnahme an Schülern konnte damals auch im Knabenkonvikt beobachtet werden. Aus wirtschaftlichen Gründen hob man deshalb das Mädchenkonvikt im Sommer 1996 nach 28 Jahren wieder auf und legte es mit dem Knabenkonvikt zusammen, bis dieses sechs Jahre später ganz geschlossen wurde. Seit 2013 ist das Haus Bestandteil der «Stiftung Kantonsschule Trogen». Im folgenden Jahr wurden die Wohnungen renoviert, um als KST-Wohngemeinschaft Interessierten (z. B. Sport- und Austauschschüler der KST) eine Wohnmöglichkeit in unmittelbarer Nähe zum Campus zu geben.

### Kulturelles Engagement
Da Elisabeth Pletscher Trogen sehr am Herzen lag, betätigte sie sich auch kulturell mehrfach für das Dorf. So leitete sie wiederholt Führungen durch Trogen für Gäste aus aller Welt und brachte ihnen die Geschichte des Ortes und der Patrizierfamilie der Zellweger näher; ebenfalls half sie bei Suche nach Stiftungsgeldern für eine Zellweger-Ausstellung in der Kantonsbibliothek Appenzell Ausserrhoden. Und am Zellwegerhaus «Lindenbühl» wurde dank ihrer Initiative eine Gedenktafel angebracht, die seither auf den zeitweiligen Aufenthalt (1891–1893) des Rot-Kreuz-Gründers Henry Dunant hinweist.

#### Sommer-Musikwochen Trogen
1974 rief Elisabeth Pletscher die «Sommer-Musikwochen Trogen» ins Leben, indem sie vierwöchige Meisterkurse mit internationalen Musikern aus den USA organisierte: Sie kontaktierte die Künstler, besorgte Unterkünfte, Verpflegung und Instrumente, stellte Pressekontakte her und übernahm die administrativen Aufgaben mit den Behörden. So fanden 1974, 1976, 1977 und 1980 jeweils hochkarätige Konzerte in Trogen und Umgebung statt mit Musikern wie dem Konzertpianisten Mack McCray, dem Rowe-Streichquartett oder John Adams. Letzterer besuchte 1983 die Pletscher-Schwestern während eines Monates und komponierte dabei Teile der Filmmusik Matter of Heart zu einem Dokumentarfilm über Carl Gustav Jung.

#### Sophie Taeuber-Arp
Die Künstlerin Sophie Taeuber-Arp lebte in ihrer Jugendzeit (1902 bis 1908) an der gleichen Strasse wie danach Elisabeth Pletscher, und zwar im Vordorf 45b. Als 1995 das Portrait von Taeuber-Arp auf der neuen 50er-Note abgebildet wurde, war die Dadaistin plötzlich wieder aktuell. In diesem Zusammenhang wurde Elisabeth Pletscher vermehrt als Zeitzeugin befragt, obwohl sie die spätere Künstlerin nicht persönlich kennengelernt hatte. Sie beteiligte sich auch an der Vorführung des Dokumentarfilmes «Sophie Taeuber-Arp» von Christoph Kühn und der Ausstellung in der Kantonsbibliothek Appenzell Ausserrhoden. Ebenfalls stand bei einem Werk von H. R. Fricker über Sophie Taeuber-Arp beratend zur Seite und hatte darauf hingewirkt, dass am «Sophie-Taeuber-Haus» eine Plakette angebracht wurde.

## Ehrungen
Elisabeth Pletschers vielseitiger Einsatz wurde mehrfach gewürdigt. Sie war Ehrenmitglied im KVT, 1972 verlieh der IAMLT ihr am Kongress in Wien ebenfalls die lebenslängliche Ehrenmitgliedschaft. 1990 wurde ihr das Gemeindebürgerrecht von Trogen und das Ausserrhoder Landrecht verliehen. Und zu ihrem 90. Geburtstag organisierte ihr Wohnort ihr ein Geburtstagsfest; Elisabeth Pletscher bedankte sich mit den Worten: «Eigentlich beginnt ja jeden Tag ein neues Leben und jeden Tag gibt es sicher auch etwas, wofür man danken kann. Man muss es nur sehen und merken. Dann vergeht einem das Nörgeln von alleine; kein Mensch kann danken und nörgeln gleichzeitig.»

### Ausserrhoder Kulturstiftung
Im Juni 1997 überreichte die «Ausserrhoder Kulturstiftung» im Kantonsratssaal in Herisau Elisabeth Pletscher einen Anerkennungspreis. Der damalige Landammann Hans Höhener stellte sie in die Reihe der grossen Appenzeller-Frauen wie Gertrud Kurz oder Clara Nef, die Gründerin der Kantonalen Frauenzentrale. Des Weiteren ehrte er sie auch für ihr unermüdliches Wirken und Kämpfen für das Frauenstimmrecht: «Hartnäckig, aber nie stur, ausdauernd, aber nicht ungeduldig, wenn’s sein musste auch allein, aber immer mit ganzem Herzen stand sie dafür ein, machte Mut. Satz für Satz, Jahr für Jahr, bis es dann endlich, 1989, soweit war.» Elisabeth Pletscher nahm den Preis im Namen aller Frauen entgegen, welche ebenfalls eine Auszeichnung verdienten.

### Ehrendoktorat

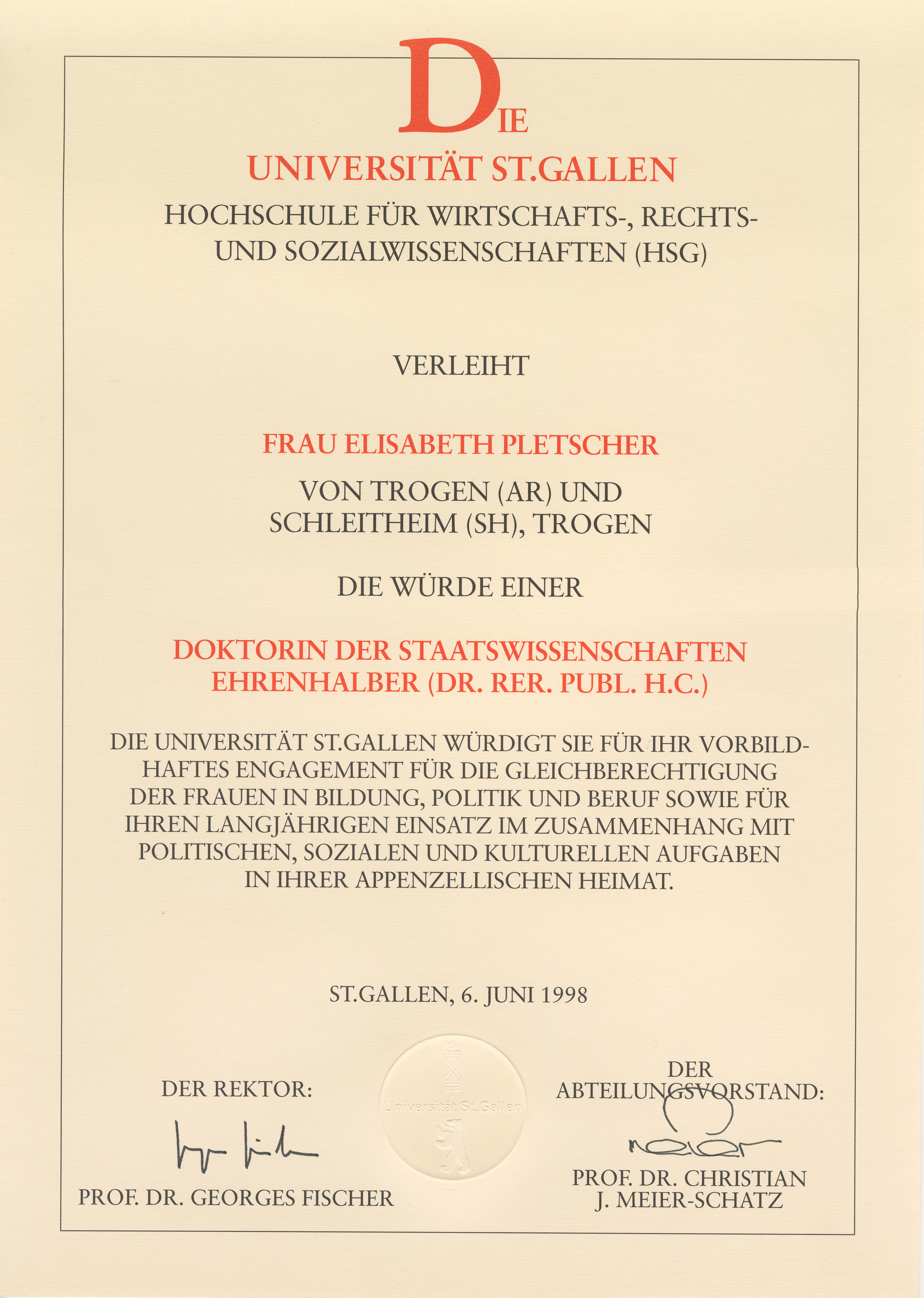
Urkunde zum Ehrendoktor, verliehen von der Universität St. Gallen, 1998

Im Juni 1998 wurde Elisabeth Pletscher von der Universität St. Gallen der Ehrendoktor Dr. h. c. (honoris causa) verliehen. Auf der Urkunde stand folgende Begründung:

«Die Universität St. Gallen, Hochschule für Wirtschafts-, Rechts- und Sozialwissenschaften (HSG), verleiht Frau Elisabeth Pletscher [...] die Würde einer Doktorin der Staatswissenschaften ehrenhalber (Dr. rer. publ. h. c.). Die Universität St. Gallen würdigt sie für ihr vorbildhaftes Engagement für die Gleichberechtigung der Frauen in Bildung, Politik und Beruf sowie für ihren langjährigen Einsatz im Zusammenhang mit politischen, sozialen und kulturellen Aufgaben in ihrer appenzellischen Heimat.»

Bei der öffentliche Übergabe am 6. Juni, an der auch Ikujirō Nonaka, Bruno S. Frey und die pakistanische Menschenrechtlerin Asma Jahangir geehrt wurden, meinte Pletscher: «Ich hätte mir keinen solchen Titel verliehen. Ich bin weder Akademikerin, noch habe ich etwas Bahnbrechendes erfunden oder geleistet.»

### Vorschlag zum «Prix Courage»
Im Sommer 1997 lancierte die Zeitschrift Der Beobachter zum ersten Mal den «Prix Courage». Preiswürdig waren konkrete Projekte und Taten ebenso wie das langfristige Engagement, beziehungsweise das Lebenswerk einer bestimmten Person in oder aus der Schweiz. Dazu nominierte die Beobachter-Redaktion verschiedene Leute oder Organisationen. Zu den 20 ausgewählten Kandidaten gehörten unter anderem Jean Ziegler, Ruedi Lüthy, Tim Guldimann, Bruno Manser, Christoph Meili und auch Elisabeth Pletscher. Sie wurde mit folgender Begründung für den «Prix Courage» vorgeschlagen: «Die 89-jährige Dame war ein Leben lang beruflich erfolgreich, selbständig und engagiert. Und doch ist Elisabeth Pletscher erst seit acht Jahren eine vollwertige Staatsbürgerin. Seit 1989 nämlich darf sie zusammen mit allen Frauen des Kantons Appenzell Ausserrhoden an der Landsgemeinde teilnehmen. Ohne den Einsatz von Elisabeth Pletscher hätte es garantiert noch länger gedauert. Über 40 Jahre wirkte sie als Cheflaborantin der Frauenklinik Zürich, sie gründete den Berufsverband der ‹Medizinischen Laborantinnen› und diente während des Krieges im militärischen Frauendienst und beim Roten Kreuz. Zusätzlich war und ist Elisabeth Pletscher in Trogen in vielen Kommissionen und Vereinen tätig. Ihr Engagement wurde dieses Jahr mit dem Preis der ‹Appenzeller Kulturstiftung› geehrt. Ihr ausgeprägter Gerechtigkeitssinn hat sie zu einem grossen Vorbild und zu einer unerschrockenen Kämpferin für die Gleichstellung der Frauen gemacht.» In einer zweiten Nominationsphase blieben noch zehn Anwärter übrig, darunter immer noch die Appenzellerin aus Trogen. Eine unabhängige Preisjury, zu der auch Alt-Bundesrat Otto Stich gehörte, wählte schliesslich Angela Ohno und Hanspeter Heise zu den Gewinnern des «Prix Courage» 1997 (die beiden Beamten deckten den Zürcher Klärschlammskandal auf und verloren deshalb ihren Arbeitsplatz).

### «Pletscher-Linde»

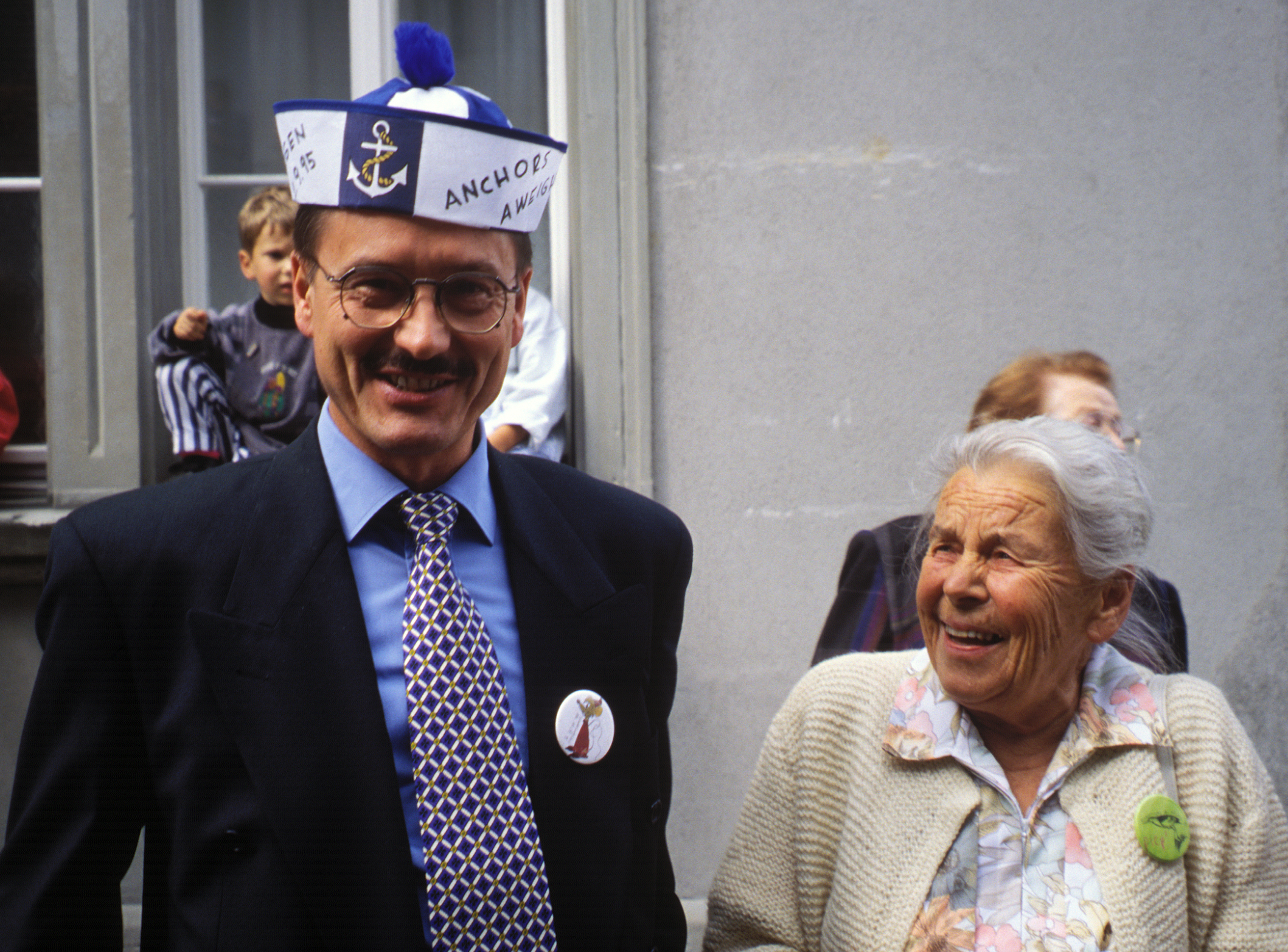
Willi Eugster, der 14. Rektor der Kantonsschule Trogen, mit Ehrengast Elisabeth Pletscher an der Einweihungsfeier des «Archegebäudes», 1995

Elisabeth Pletscher hatte im Laufe ihres Lebens das Umfeld der Kantonsschule Trogen wesentlich mitgestaltet und wurde deshalb gleich zweimal geehrt: 1995 war sie Ehrengast bei der Einweihung der «Arche», dem bislang grössten Bauprojekt an der KST. Auf den Neubau angesprochen meinte sie in einem Interview: «Nun, ich bedaure, dass die seit der Gründung der Schule als Wahrzeichen geltenden Bäume am Hang dem Neubau weichen mussten. Bäume aber sind ersetzbar, und ich bin überzeugt, dass nach der Fertigstellung der ‹Arche› die Umgebung wieder begrünt wird. Die Schule hat sich schon immer ausgezeichnet durch ihre hautnahe Verbindung mit der Natur: Eine Schulareal ohne Bäume, Sträucher und Wiesen – undenkbar! Die ‹Arche› gefällt mir. Sie ist der Entwicklung gemäss wunderschön.» Pletschers Wunsch der Begrünung nach der Fertigstellung der «Arche» sollte schon drei Jahre später Realität werden: Als sie 1998 ihren 90. Geburtstag feierte, und sie dazu auch mehrere Lehrerinnen und Lehrer der KST in die «Krone» einlud, überreichte ihr eine Gruppe von Geladenen als Dank der Schule eine Linde als Symbol der Gerechtigkeit. Gepflanzt wurde die «Pletscher-Linde» am Eingang des Kantonsschulareals, östlich des «Arche»-Neubaus. Zwei Jahre nach ihrem Tod wurde an der Hauptversammlung des KVT von Rektor Willi Eugster und KTV-Präsident Markus Brönnimann eine Erinnerungstafel enthüllt: «Diese Linde wurde zu Ehren von Dr. h. c. Elisabeth Pletscher (1908–2003) von einem Freundeskreis gestiftet und im Herbst 1998 gepflanzt». An diesem Anlass schenkte der KVT der Kantonsschule auch das grossformatige Portrait von Elisabeth Pletscher (aus dessen einzelnen Farbtupfern erst in einem Abstand von 20 Metern das Gesicht entsteht), das der Künstler Andrew James Ward in den 1990er-Jahren geschaffen hatte. Ebenfalls in diesem Jahr überliess die Kantonsbibliothek Appenzell Ausserrhoden der Schule das Kunstwerk fotografischer auszug #5 elisabeth pletscher der Künstlerin Daniela Wettstein. Seitdem hängen beide Werke im östlichen Treppenhaus der «Arche».

### «Elisabeth Pletscher Award»
Der von Elisabeth Pletscher initiierte und 1954 gegründete Internationale Verband der Laborantinnen und Laboranten, International Association of Medical Laboratory Technologists (IAMLT), wurde 2004 am 27. Weltkongress in Stockholm in International Federation of Biomedical Laboratory Science, kurz IFBLS, umbenannt. Pletscher wäre als Ehrengast zu diesem Anlass eingeladen gewesen, konnte infolge des tödlichen Unfalles jedoch nicht mehr miterleben, wie zum 50-Jahr-Jubiläum des Verbandes und ihr zu Ehren der Elisabeth Pletscher Award ins Leben gerufen wurde. Zweck dieser Auszeichnung ist die Anerkennung eines IFBLS-Mitglieds für seine Leistungen in der biomedizinischen Laborwissenschaft durch Weiterbildung oder andere Aktivitäten und die Förderung der Ziele des IFBLS. Die Plakette und das dazugehörige Zertifikat werden seither alle zwei Jahre vom IFBLS-Präsidenten an einen Gewinner verliehen.

## Schriften

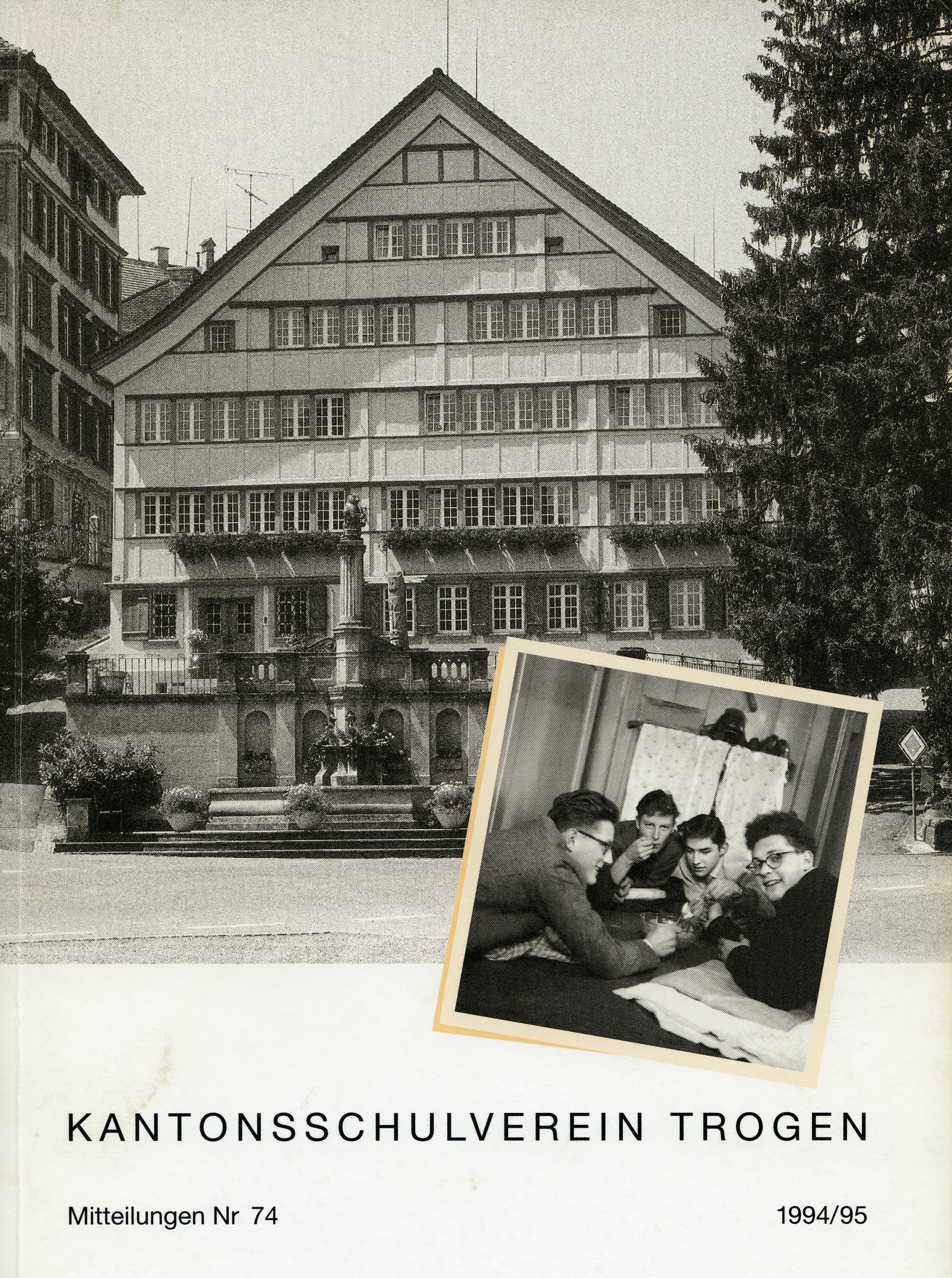
Das Mädchenkonvikt auf dem Titelbild der «KVT-Mitteilungen» Nr. 74 (1995)

- Aus dem Leben einer Laborantin. In: KVT-Mitteilungen, Nr. 17. Eigenverlag, Trogen 1938, S. 49–54.
- Brief an Oskar Wohnlich über den Rotkreuzeinsatz in Meran. In: KVT-Mitteilungen, Nr. 24. Eigenverlag, Trogen 1945, S. 44–45.
- Wenn einer eine Reise tut... In: KVT-Mitteilungen, Nr. 35. Eigenverlag, Trogen 1956, S. 32–34.
- Rückblick auf selbsterlebte «Emanzipation der Frau». In: KVT-Mitteilungen, Nr. 52. Eigenverlag, Trogen 1973, S. 42–45.
- Kulinarische Reminiszenzen aus dem alten Trogen. In: KVT-Mitteilungen, Nr. 69. Eigenverlag, Trogen 1990, S. 64–65.
- Trogen, das Schuldorf in den zwanziger Jahren. In: KVT-Mitteilungen, Nr. 74. Eigenverlag, Trogen 1995, S. 71–73.
- Die Geschichte der Kantonsschule Trogen. In: Sonderausgabe des Sodbrennens zur Arche-Einweihung. Eigenverlag, Trogen 1995, S. 6–12.
- mit Matthias Weishaupt: Geschichte des Mädchenkonvikts Trogen. In: KVT-Mitteilungen, Nr. 81. Eigenverlag, Trogen 2002, S. 6–21.
- KVT-Mitteilungen, Nr. 84. Eigenverlag, Trogen 2004/2005.